# قائمة الفائزين بميداليات دورة الألعاب البارالمبية الصيفية 2012
الألعاب البارالمبية الصيفية لعام 2012 هي النسخة الرابعة عشرة من للألعاب البارالمبية الصيفية، والمعروفة أيضًا بشكل عام باسم الألعاب البارالمبية لندن 2012، كانت حدثًا دوليًا كبيرًا متعدد الرياضات لذوي الاحتياجات الخاصة تحت إدارة اللجنة البارالمبية الدولية، وأقيمت في لندن، المملكة المتحدة في الفترة من 29 أغسطس إلى 9 سبتمبر.
جرت المنافسات في 503 أحداث ضمن 26 رياضة، وتم منح ما مجموعه 1522 ميدالية.

## القوس والسهم

### منافسات الرجال
| الحدث          | الفئة  | ذهبية                                                        | فضية                                                           | برونزية                                               |
| -------------- | ------ | ------------------------------------------------------------ | -------------------------------------------------------------- | ----------------------------------------------------- |
| فردي مركب      | مفتوحة | ييري فورسبيرغ ‏ · فنلندا                                      | مات ستوتزمان ‏ · الولايات المتحدة                               | دوغان هانجي · تركيا                                   |
| فردي مركب      | W1     | جيف فابري ‏ · الولايات المتحدة                                | ديفيد دراهونينسكي ‏ · جمهورية التشيك                            | نوربرت ميرفي · كندا                                   |
| فردي قوس منحني | وقوف   | تيمور توشينوف · روسيا                                        | أوليغ شيستاكوف · روسيا                                         | ميخائيل أويون · روسيا                                 |
| فردي قوس منحني | W1/W2  | أوسكار دي بيليغرين · إيطاليا                                 | هاشيهين ساناوي ‏ · ماليزيا                                      | لونغ هوي تسنغ · تايبيه الصينية                        |
| فريق قوس منحني | مفتوحة | روسيا (RUS) · ميخائيل أويون · أوليغ شيستاكوف · تيمور توشينوف | كوريا الجنوبية (KOR) · جونغ يونغ جو · كيم سوك هو · لي ميونغ غو | الصين (CHN) · تشينغ تشانغجي ‏ · دونغ تشي ‏ · لي زونغشان |

### منافسات السيدات
| الحدث          | الفئة  | ذهبية                                                       | فضية                                                      | برونزية                                                     |
| -------------- | ------ | ----------------------------------------------------------- | --------------------------------------------------------- | ----------------------------------------------------------- |
| فردي مركب      | مفتوحة | دانييل براون · بريطانيا العظمى                              | ميل كلارك · بريطانيا العظمى                               | ستيبانيدا أرتيخينوفا · روسيا                                |
| فردي قوس منحني | وقوف   | هويليان يان · الصين                                         | هوا سوك لي · كوريا الجنوبية                               | ميلينا أولشيفسكا ‏ · بولندا                                  |
| فردي قوس منحني | W1/W2  | زهراء نعمتي · إيران                                         | إليزابيتا ميانو ‏ · إيطاليا                                | جينجي لي · الصين                                            |
| فريق قوس منحني | مفتوحة | كوريا الجنوبية (KOR) · كيم ران سوك · كو هي سوك · لي هوا سوك | الصين (CHN) · غاو فانغشيا ‏ · شياو يانهونغ ‏ · يان هويليان ‏ | إيران (IRI) · زهراء جوانمرد · زهراء نعمتي · راضيه شير محمدي |

## ألعاب القوى

### منافسات الرجال
| الحدث     | التصنيف | ذهبية                                                   | فضية                                                                 | برونزية                                                |
| --------- | ------- | ------------------------------------------------------- | -------------------------------------------------------------------- | ------------------------------------------------------ |
| 100 متر   | T11     | شو لي · وانغ لين (مرشد) · الصين                         | لوكاس برادو · جوستينو باربوسا دوس سانتوس (مرشد) · البرازيل           | فيليبي غوميز · ليوناردو سوزا لوبيز (مرشد) · البرازيل   |
| 100 متر   | T12     | فيدور تريكوليتش ‏ · روسيا                                | ماتيوز ميخالسكي · بولندا                                             | لي يانسونغ ‏ · الصين                                    |
| 100 متر   | T13     | جايسون سميث · جزيرة أيرلندا                             | لويس فيليبي غوتيريز · كوبا                                           | جوناثان نتوتو ‏ · البرازيل                              |
| 200 متر   | T11     | فيليبي غوميز · ليوناردو سوزا لوبيز (مرشد) · البرازيل    | دانيال سيلفا · هيتور دي أوليفيرا ساليس (مرشد) · البرازيل             | خوسيه سايوفو أرماندو · نيكولاو بالانكا (مرشد) · أنغولا |
| 200 متر   | T12     | ماتيوز ميخالسكي · بولندا                                | فيدور تريكوليتش ‏ · روسيا                                             | لي يانسونغ ‏ · الصين                                    |
| 200 متر   | T13     | جايسون سميث · جزيرة أيرلندا                             | أليكسي لابزين ‏ · روسيا                                               | أرتيم لوجينوف ‏ · روسيا                                 |
| 400 متر   | T11     | خوسيه سايوفو أرماندو · نيكولاو بالانكا (مرشد) · أنغولا  | لوكاس برادو · لايرسيو ألفيس مارتينز (مرشد) · البرازيل                | غوتييه تريزور ماكوندا · أنطوان لانيري (مرشد) · فرنسا   |
| 400 متر   | T12     | محمود الخالدي · تونس                                    | هيلتون لانجنهوفن ‏ · جنوب إفريقيا                                     | خورخي بي. غونزاليس ساوسيدا · المكسيك                   |
| 400 متر   | T13     | أليكسي لابزين ‏ · روسيا                                  | ألكسندر زفيريف · روسيا                                               | محمد أمكون · المغرب                                    |
| 800 متر   | T12     | عبد الرحيم الزهيو · تونس                                | إيغور شاروف ‏ · روسيا                                                 | ديفيد ديفاين ‏ · بريطانيا العظمى                        |
| 800 متر   | T13     | عبد اللطيف بكة · الجزائر                                | ديفيد كورير · كينيا                                                  | عبد الإله مامي · المغرب                                |
| 1500 متر  | T11     | صامويل موشاي كيماني ‏ · جيمس بويت (مرشد) · كينيا         | أوداير سانتوس ‏ · كارلوس أنطونيو دوس سانتوس (مرشد) · البرازيل         | جايسون جوزيف دنكرلي · جوش كارانجا (مرشد) · كندا        |
| 1500 متر  | T13     | عبد الرحيم الزهيو · تونس                                | ديفيد كورير · كينيا                                                  | ديفيد ديفاين ‏ · بريطانيا العظمى                        |
| 5000 متر  | T11     | كريستيان فالينزويلا ‏ · كريستوفر غواخاردو (مرشد) · تشيلي | جايسون جوزيف دنكرلي · جوش كارانجا (مرشد) · كندا                      | شينيا وادا ‏ · اليابان                                  |
| 5000 متر  | T12     | الأمين شنتوف · المغرب                                   | عبد الرحيم الزهيو · تونس                                             | هنري كيروا ‏ · كينيا                                    |
| ماراثون   | T12     | ألبرتو سواريز لاسو ‏ · إسبانيا                           | إلكين ألونسو سيرنا مورينو · جيرمان نارانخو خاراميو (مرشد) · كولومبيا | عبد الرحيم الزهيو · تونس                               |
| وثب طويل  | F11     | روسلان كاتيشيف ‏ · أوكرانيا                              | إليكسيس جيليت · الولايات المتحدة                                     | لي دوان · الصين                                        |
| وثب طويل  | F13     | لويس فيليبي غوتيريز · كوبا                              | أنخيل خيمينيز كابيزا ‏ · كوبا                                         | رادوسلاف زلاتانوف ‏ · بلغاريا                           |
| وثب ثلاثي | F11     | دينيس غولين ‏ · روسيا                                    | لي دوان · الصين                                                      | روسلان كاتيشيف ‏ · أوكرانيا                             |
| وثب ثلاثي | F12     | أوليغ بانيوتين ‏ · أذربيجان                              | فلاديمير زايتس ‏ · أذربيجان                                           | دونغ هيوي ‏ · الصين                                     |
| دفع الجلة | F11/12  | أندري هوليفتس ‏ · أوكرانيا                               | فلاديمير أندريوشينكو ‏ · روسيا                                        | راسل شورت · أستراليا                                   |
| رمي القرص | F11     | ديفيد كازينو · إسبانيا                                  | فاسيل ليشينسكي ‏ · أوكرانيا                                           | بيل مارينكوفيتش ‏ · النمسا                              |
| رمي الرمح | F12/13  | تشو بنغكاي ‏ · الصين                                     | سجاد نيكباراست ‏ · إيران                                              | برانيمير بوديتيتش · كرواتيا                            |

#### منافسات السيدات
| الحدث     | التصنيف | ذهبية                                                                 | فضية                                                                | برونزية                                                           |
| --------- | ------- | --------------------------------------------------------------------- | ------------------------------------------------------------------- | ----------------------------------------------------------------- |
| 100 متر   | T11     | تيريزينها غويلهيرمينا ‏ · غويلهيرم سواريس دي سانتانا (مرشد) · البرازيل | جيروزا جيبر سانتوس · لويز هنريكي باربوزا دا سيلفا (مرشد) · البرازيل | جوليا سانتوس · فابيو دياس دي أوليفيرا سيلفا (مرشد) · البرازيل     |
| 100 متر   | T12     | تشو قوه هوا ‏ · لي جي (مرشد) · الصين                                   | ليبي كليج · ميكائيل هوغينز (مرشد) · بريطانيا العظمى                 | أوكسانا بوتورتشوك · أوكرانيا                                      |
| 100 متر   | T13     | أومارا دوراند ‏ · كوبا                                                 | إيلسي هايز · جنوب إفريقيا                                           | نانتينين كيتا · فرنسا                                             |
| 200 متر   | T11     | تيريزينها غويلهيرمينا ‏ · غويلهيرم سواريس دي سانتانا (مرشد) · البرازيل | جيروزا جيبر سانتوس · لويز هنريكي باربوزا دا سيلفا (مرشد) · البرازيل | جيا جونتينغشيان ‏ · شو دونغلين (مرشد) · الصين                      |
| 200 متر   | T12     | آسيا الحنوني · غوتييه سيمونيه (مرشد) · فرنسا                          | تشو قوه هوا ‏ · لي جي (مرشد) · الصين                                 | تشو داتشينغ ‏ · تشانغ هوي (مرشد) · الصين                           |
| 400 متر   | T12     | آسيا الحنوني · فرنسا                                                  | أوكسانا بوتورتشوك · أوكرانيا                                        | دانييلا فيلاسكو · خوسيه غوادالوبي فوينتيس أورتيز (مرشد) · المكسيك |
| 400 متر   | T13     | أومارا دوراند ‏ · كوبا                                                 | سمية بوسعيد · تونس                                                  | ألكسندرا ديموغلو ‏ · اليونان                                       |
| 1500 متر  | T12     | إيلينا بوتوفا ‏ · روسيا                                                | إيلينا كونغوست ‏ · إسبانيا                                           | أناليزا مينيتي ‏ · أندريا جيوكوندي ‏ (مرشد) · إيطاليا               |
| وثب طويل  | F11/12  | أوكسانا زوبكوفسكا ‏ · أوكرانيا                                         | جيا جونتينغشيان ‏ · الصين                                            | آنا كانيوك ‏ · بيلاروس                                             |
| وثب طويل  | F13     | إيلسي هايز · جنوب إفريقيا                                             | ليندة حمري · الجزائر                                                | أنثي كاراغياني ‏ · اليونان                                         |
| دفع الجلة | F11/12  | أسونتا ليجنانتي ‏ · إيطاليا                                            | تانغ هونغشيا ‏ · الصين                                               | تشانغ ليانغمين ‏ · الصين                                           |
| رمي القرص | F11/12  | تشانغ ليانغمين ‏ · الصين                                               | تانغ هونغشيا ‏ · الصين                                               | كلير ويليامز · بريطانيا العظمى                                    |
| رمي الرمح | F12/13  | تانيا دراجيتش · صربيا                                                 | آنا كولينيتش-سوروكوينا ‏ · روسيا                                     | ناتاليا إيدر ‏ · النمسا                                            |

### T/F20

#### منافسات الرجال
| الحدث     | التصنيف | ذهبية                                    | فضية                    | برونزية                       |
| --------- | ------- | ---------------------------------------- | ----------------------- | ----------------------------- |
| 1500 متر  | T20     | بيمان نصيري بازنجاني · إيران             | دانيال بيك · بولندا     | رافال كورتش ‏ · بولندا         |
| وثب طويل  | F20     | خوسيه أنطونيو إكسبوسيتو بينيرو · إسبانيا | زوران تاليتش ‏ · كرواتيا | لينين كونها ‏ · البرتغال       |
| دفع الجلة | F20     | تود هودجيتس ‏ · أستراليا                  | جيفري إيغ ‏ · السويد     | محمد زياد زولكيفلي ‏ · ماليزيا |

#### منافسات السيدات
| الحدث     | التصنيف | ذهبية                              | فضية                            | برونزية                         |
| --------- | ------- | ---------------------------------- | ------------------------------- | ------------------------------- |
| 1500 متر  | T20     | باربرا نيفيدجيال · (مرشد) · بولندا | أرليتا ميلوش ‏ · (مرشد) · بولندا | إيلونا بياكسي ‏ · (مرشد) · المجر |
| وثب طويل  | F20     | كارولينا كوتشاركزيك ‏ · بولندا      | كريستينا جوكوفا ‏ · روسيا        | ميكيلا ريستوسكي ‏ · كرواتيا      |
| دفع الجلة | F20     | إيوا دورسكا ‏ · بولندا              | أناستاسيا ميسنيك ‏ · أوكرانيا    | سفيتلانا كوديليا ‏ · أوكرانيا    |

### T/F31–38

#### منافسات الرجال
| الحدث        | التصنيف   | ذهبية                              | فضية                                    | برونزية                                 |
| ------------ | --------- | ---------------------------------- | --------------------------------------- | --------------------------------------- |
| 100 متر      | T34       | وليد كتيلة · تونس                  | ريد ماكراكين ‏ · أستراليا                | محمد الحمادي · الإمارات العربية المتحدة |
| 100 متر      | T35       | يوري تساروك ‏ · أوكرانيا            | تيبوهو موكغالاغادي ‏ · جنوب إفريقيا      | فو شينهان ‏ · الصين                      |
| 100 متر      | T36       | يفغيني شفيتسوف ‏ · روسيا            | غرايم بالارد · بريطانيا العظمى          | رومان بافليك ‏ · أوكرانيا                |
| 100 متر      | T37       | فاني فان دير ميروي ‏ · جنوب إفريقيا | ليانغ يونغبين ‏ · الصين                  | رومان كابرانو ‏ · روسيا                  |
| 100 متر      | T38       | إيفان أوهانلون · أستراليا          | ديان بويس ‏ · جنوب إفريقيا               | تشو وينجون ‏ · الصين                     |
| 200 متر      | T34       | وليد كتيلة · تونس                  | محمد الحمادي · الإمارات العربية المتحدة | ريد ماكراكين ‏ · أستراليا                |
| 200 متر      | T35       | يوري تساروك ‏ · أوكرانيا            | فو شينهان ‏ · الصين                      | هيرنان باريتو · الأرجنتين               |
| 200 متر      | T36       | رومان بافليك ‏ · أوكرانيا           | سو وا واي · هونغ كونغ                   | بين روشجروف ‏ · بريطانيا العظمى          |
| 200 متر      | T37       | رومان كابرانو ‏ · روسيا             | شانغ غوانغشو ‏ · الصين                   | عمر مونتيرولا ‏ · فنزويلا                |
| 200 متر      | T38       | إيفان أوهانلون · أستراليا          | ديان بويس ‏ · جنوب إفريقيا               | تشو وينجون ‏ · الصين                     |
| 400 متر      | T36       | يفغيني شفيتسوف ‏ · روسيا            | بول بليك · بريطانيا العظمى              | رومان بافليك ‏ · أوكرانيا                |
| 400 متر      | T38       | محمد فرحات شيدة · تونس             | تشو وينجون ‏ · الصين                     | يونيون سيكايلوي ‏ · جنوب إفريقيا         |
| 800 متر      | T36       | يفغيني شفيتسوف ‏ · روسيا            | أرتيم أريفييف · روسيا                   | بول بليك · بريطانيا العظمى              |
| 800 متر      | T37       | مايكل ماكيلوب ‏ · جزيرة أيرلندا     | محمد الشرمي · تونس                      | براد سكوت · أستراليا                    |
| 1500 متر     | T37       | مايكل ماكيلوب ‏ · جزيرة أيرلندا     | براد سكوت · أستراليا                    | محمد الشرمي · تونس                      |
| وثب طويل     | F36       | رومان بافليك ‏ · أوكرانيا           | ماريوش سوبتشاك ‏ · بولندا                | فلاديمير سفيريدوف ‏ · روسيا              |
| وثب طويل     | F37/38    | غوتشا خوجاييف ‏ · روسيا             | ما يوشي ‏ · الصين                        | ديان بويس ‏ · جنوب إفريقيا               |
| دفع الجلة    | F32/33    | كمال كرجنة · الجزائر               | كريم بتينة · الجزائر                    | منير بكيري · الجزائر                    |
| دفع الجلة    | F34       | عز الدين نويري · المغرب            | محسن كائيدي ‏ · إيران                    | تييري سيبون ‏ · فرنسا                    |
| دفع الجلة    | F37/38    | شيا دونغ ‏ · الصين                  | إبراهيم أحمد عبد الوارث · مصر           | جواد حرداني ‏ · إيران                    |
| رمي الصولجان | F31/32/51 | زيليكو ديميترييفيتش (*) · صربيا    | راديم بيليس (*) · جمهورية التشيك        | لهواري بهلول · الجزائر                  |
| رمي القرص    | F32/33/34 | وانغ يانتشانغ · الصين              | هاني النخلي · السعودية                  | لهواري بهلول · الجزائر                  |
| رمي القرص    | F35/36    | سيباستيان ديتز · ألمانيا           | أوليكسي باشكوف ‏ · أوكرانيا              | وانغ وينبو ‏ · الصين                     |
| رمي القرص    | F37/38    | جواد حرداني ‏ · إيران               | شيا دونغ ‏ · الصين                       | توماش بلاتكيفيتش ‏ · بولندا              |
| رمي الرمح    | F33/34    | محسن كائيدي ‏ · إيران               | وانغ يانتشانغ · الصين                   | كمال كرجنة · الجزائر                    |

(*) متسابق F51

#### منافسات السيدات
| الحدث             | التصنيف      | ذهبية                                                                                             | فضية                                                                  | برونزية                                                                                |
| ----------------- | ------------ | ------------------------------------------------------------------------------------------------- | --------------------------------------------------------------------- | -------------------------------------------------------------------------------------- |
| 100 متر           | T34          | هانا كوكروفت · بريطانيا العظمى                                                                    | آمي سيمونز ‏ · هولندا                                                  | روزماري ليتل · أستراليا                                                                |
| 100 متر           | T35          | ليو بينغ ‏ · الصين                                                                                 | أوكسانا كورسو · إيطاليا                                               | فيرجينيا ماكلاكلان ‏ · كندا                                                             |
| 100 متر           | T36          | إيلينا إيفانوفا · روسيا                                                                           | جون مين جاي · كوريا الجنوبية                                          | كلوديا نيكولايتزيك ‏ · ألمانيا                                                          |
| 100 متر           | T37          | ماندي فرانسوا إيلي · فرنسا                                                                        | جوهانا بنسون · ناميبيا                                                | ندى الباهي · تونس                                                                      |
| 100 متر           | T38          | مارغريتا غونتشاروفا · روسيا                                                                       | تشين جونفي ‏ · الصين                                                   | إينا ستريجاك ‏ · أوكرانيا                                                               |
| 200 متر           | T34          | هانا كوكروفت · بريطانيا العظمى                                                                    | آمي سيمونز ‏ · هولندا                                                  | ديزيريه فرانكين ‏ · هولندا                                                              |
| 200 متر           | T35          | ليو بينغ ‏ · الصين                                                                                 | أوكسانا كورسو · إيطاليا                                               | فيرجينيا ماكلاكلان ‏ · كندا                                                             |
| 200 متر           | T36          | إيلينا إيفانوفا · روسيا                                                                           | جون مين جاي · كوريا الجنوبية                                          | كلوديا نيكولايتزيك ‏ · ألمانيا                                                          |
| 200 متر           | T37          | جوهانا بنسون · ناميبيا                                                                            | بيثاني وودوارد · بريطانيا العظمى                                      | ماريا سايفرت ‏ · ألمانيا                                                                |
| 200 متر           | T38          | تشين جونفي ‏ · الصين                                                                               | مارغريتا غونتشاروفا · روسيا                                           | إينا ستريجاك ‏ · أوكرانيا                                                               |
| 400 متر           | T37          | ندى الباهي · تونس                                                                                 | فيكتوريا كرافتشينكو ‏ · أوكرانيا                                       | يفغينيا تروشنيكوفا · روسيا                                                             |
| 4 × 100 متر تتابع | T35/T38      | روسيا (RUS) · أناستاسيا أوفسيانيكوفا ‏ · سفيتلانا سيرجيفا ‏ · إيلينا إيفانوفا · مارغريتا غونتشاروفا | الصين (CHN) · شيونغ ديجي ‏ · تساو يوانهوانغ ‏ · ليو بينغ ‏ · تشين جونفي ‏ | بريطانيا العظمى (GBR) · أوليفيا برين · بيثاني وودوارد · كاترينا هارت ‏ · جيني ماكلوغلين |
| وثب طويل          | F37/38       | مارغريتا غونتشاروفا · روسيا                                                                       | إينا ستريجاك ‏ · أوكرانيا                                              | تساو يوانهوانغ ‏ · الصين                                                                |
| دفع الجلة         | F35/36       | ماريا بومزان ‏ · أوكرانيا                                                                          | وانغ جون · الصين                                                      | وو تشينغ · الصين                                                                       |
| دفع الجلة         | F37          | مي نا · الصين                                                                                     | شو كيوبينغ ‏ · الصين                                                   | إيفا بيرنا · جمهورية التشيك                                                            |
| رمي الصولجان      | F31/32/51    | مروى الإبراهيمي · تونس                                                                            | مونية قسمي · الجزائر                                                  | جيما بريسكوت · بريطانيا العظمى                                                         |
| رمي القرص         | F35/36       | وو تشينغ · الصين                                                                                  | ماريا بومزان ‏ · أوكرانيا                                              | كاث برودفوت ‏ · أستراليا                                                                |
| رمي القرص         | F37          | مي نا · الصين                                                                                     | شو كيوبينغ ‏ · الصين                                                   | بيفيرلي جونز · بريطانيا العظمى                                                         |
| رمي الرمح         | F33/34/52/53 | بيرجيت كوبر ‏ · ألمانيا                                                                            | ماري برامر-سكورونيك ‏ · ألمانيا                                        | مارجانا هوفينن · فنلندا                                                                |
| رمي الرمح         | F37/38       | شيرلين كويلو ‏ · البرازيل                                                                          | جيا تشيان تشيان ‏ · الصين                                              | جورجيا بيكوف ‏ · أستراليا                                                               |

### F40
| الحدث     | ذهبية                | فضية                           | برونزية                           |
| --------- | -------------------- | ------------------------------ | --------------------------------- |
| دفع الجلة | وانغ جيمينغ ‏ · الصين | حسين غرزولي ‏ · الجزائر         | باسكاليس ستاتيلاكوس ‏ · اليونان    |
| رمي القرص | وانغ جيمينغ ‏ · الصين | باسكاليس ستاتيلاكوس ‏ · اليونان | جوناثان دي سوزا سانتوس · البرازيل |
| رمي الرمح | وانغ جيمينغ ‏ · الصين | أحمد نعاس · العراق             | ولدان نخيلاوي · العراق            |

### منافسات السيدات
| الحدث     | ذهبية                | فضية                   | برونزية                |
| --------- | -------------------- | ---------------------- | ---------------------- |
| دفع الجلة | رؤى التليلي · تونس   | مينغ جينجيميسو · الصين | نجاة الكرعة · المغرب   |
| رمي القرص | نجاة الكرعة · المغرب | رؤى التليلي · تونس     | مينغ جينجيميسو · الصين |

### T/F42–46

#### منافسات الرجال
| الحدث             | التصنيف | ذهبية                                                                              | فضية                                                             | برونزية                                                                 |
| ----------------- | ------- | ---------------------------------------------------------------------------------- | ---------------------------------------------------------------- | ----------------------------------------------------------------------- |
| 100 متر           | T42     | هاينريش بوبوف · ألمانيا                                                            | سكوت ريردون ‏ · أستراليا                                          | فويتيك تشيز ‏ · ألمانيا                                                  |
| 100 متر           | T44     | جوني بيكوك · بريطانيا العظمى                                                       | ريتشارد براون · الولايات المتحدة                                 | أرنو فوري ‏ · جنوب إفريقيا                                               |
| 100 متر           | T46     | تشاو شو · الصين                                                                    | راسييل غونزاليس إيسيدوريا · كوبا                                 | أولا أبيدوجون ‏ · بريطانيا العظمى                                        |
| 200 متر           | T42     | ريتشارد وايتهيد · بريطانيا العظمى                                                  | شاكيل فانس · الولايات المتحدة                                    | هاينريش بوبوف · ألمانيا                                                 |
| 200 متر           | T44     | آلان فونتيليس كاردوسو أوليفيرا · البرازيل                                          | أوسكار بيستوريوس · جنوب إفريقيا                                  | بليك ليبر ‏ · الولايات المتحدة                                           |
| 200 متر           | T46     | يوهانسون ناسيمنتو ‏ · البرازيل                                                      | راسييل غونزاليس إيسيدوريا · كوبا                                 | سيمون باتمور ‏ · أستراليا                                                |
| 400 متر           | T44     | أوسكار بيستوريوس · جنوب إفريقيا                                                    | بليك ليبر ‏ · الولايات المتحدة                                    | ديفيد برنس · الولايات المتحدة                                           |
| 400 متر           | T46     | غونتر ماتزينغر · النمسا                                                            | يوهانسون ناسيمنتو ‏ · البرازيل                                    | براديب أوغل دينا باثيرانهيلاغ · سريلانكا                                |
| 800 متر           | T46     | غونتر ماتزينغر · النمسا                                                            | سمير نويوة · الجزائر                                             | أبراهام تاربي · كينيا                                                   |
| 1500 متر          | T46     | أبراهام تاربي · كينيا                                                              | وونديي فيكري إنديلبو ‏ · إثيوبيا                                  | سمير نويوة · الجزائر                                                    |
| 4 × 100 متر تتابع | T42/T46 | جنوب إفريقيا (RSA) · سامكيلو راديبي ‏ · زيفان سميث ‏ · أرنو فوري ‏ · أوسكار بيستوريوس | الصين (CHN) · ليو زيمينغ ‏ · ليو فوليانغ ‏ · شي هيكسينغ ‏ · تشاو شو | ألمانيا (GER) · ماركوس ريهم ‏ · هاينريش بوبوف · ديفيد بير · فويتيك تشيز ‏ |
| ماراثون           | T46     | تيتو سينا · البرازيل                                                               | عبد الرحمن آيت خموش · إسبانيا                                    | فريدريك فان دن هيدي · بلجيكا                                            |
| وثب طويل          | F42/44  | ماركوس ريهم ‏ · ألمانيا                                                             | فويتيك تشيز ‏ · ألمانيا                                           | دانيال يورجنسن · الدنمارك                                               |
| وثب طويل          | F46     | ليو فوليانغ ‏ · الصين                                                               | أرنو أسوماني ‏ · فرنسا                                            | حسين حسنوف ‏ · أذربيجان                                                  |
| وثب ثلاثي         | F46     | ليو فوليانغ ‏ · الصين                                                               | أرنو أسوماني ‏ · فرنسا                                            | أليكساندر سوبوتا ‏ · بيلاروس                                             |
| وثب عالي          | F42     | إليسا ديلانا ‏ · فيجي                                                               | جيريشا هوساناجارا ناغاراجيغودا · الهند                           | لوكاس مامكزارز · بولندا                                                 |
| وثب عالي          | F46     | ماتشي ليباتو ‏ · بولندا                                                             | جيف سكيبا ‏ · الولايات المتحدة                                    | تشين هونغجي ‏ · الصين                                                    |
| دفع الجلة         | F42/44  | جاكي كريستيانسن · الدنمارك                                                         | داركو كرالي ‏ · كرواتيا                                           | أليد ديفيز · بريطانيا العظمى                                            |
| دفع الجلة         | F46     | نيكيتا بروخوروف ‏ · روسيا                                                           | هو تشانبياو ‏ · الصين                                             | توماش ريبيش ‏ · بولندا                                                   |
| رمي القرص         | F42     | أليد ديفيز · بريطانيا العظمى                                                       | مهرداد کرم‌زاده · إيران                                           | وانغ ليزنغ ‏ · الصين                                                     |
| رمي القرص         | F44     | جيريمي كامبل · الولايات المتحدة                                                    | دان غريفز · بريطانيا العظمى                                      | فرزاد سبهوند ‏ · إيران                                                   |
| رمي الرمح         | F42     | فو يانلونغ ‏ · الصين                                                                | کامران شکری سالاری ‏ · إيران                                      | رونار شتاينستاد ‏ · النرويج                                              |
| رمي الرمح         | F44     | غاو مينغجي ‏ · الصين                                                                | توني فاليلفاكي ‏ · فرنسا                                          | رونالد هيرتوغ ‏ · هولندا                                                 |

#### منافسات السيدات
| الحدث     | التصنيف | ذهبية                      | فضية                          | برونزية                        |
| --------- | ------- | -------------------------- | ----------------------------- | ------------------------------ |
| 100 متر   | T42     | مارتينا كايروني ‏ · إيطاليا | كيلي كارترايت · أستراليا      | يانا شميت · ألمانيا            |
| 100 متر   | T44     | ماري أملي لو فور · فرنسا   | مارلو فان رين ‏ · هولندا       | أبريل هولمز · الولايات المتحدة |
| 100 متر   | T46     | يونيديس كاستيلو ‏ · كوبا    | نيكول رودوماكينا ‏ · روسيا     | وانغ يان بينغ ‏ · الصين         |
| 200 متر   | T44     | مارلو فان رين ‏ · هولندا    | ماري أملي لو فور · فرنسا      | كاترين غرين · ألمانيا          |
| 200 متر   | T46     | يونيديس كاستيلو ‏ · كوبا    | أليتسيا فيودوروف · بولندا     | أنرون ليبنبرغ · جنوب إفريقيا   |
| 400 متر   | T46     | يونيديس كاستيلو ‏ · كوبا    | أنرون ليبنبرغ · جنوب إفريقيا  | أليتسيا فيودوروف · بولندا      |
| وثب طويل  | F42/44  | كيلي كارترايت · أستراليا   | ستيفاني ريد · بريطانيا العظمى | ماري أملي لو فور · فرنسا       |
| وثب طويل  | F46     | نيكول رودوماكينا ‏ · روسيا  | كارلي بيتي ‏ · أستراليا        | أويانغ جينغلينغ ‏ · الصين       |
| دفع الجلة | F42/44  | ياو جوان · الصين           | يانغ يو · الصين               | ميكايلا فلوث ‏ · ألمانيا        |
| رمي الرمح | F46     | كاتارزينا بيكارت ‏ · بولندا | ناتاليا غودكوفا · روسيا       | مادلين هوجان · أستراليا        |

### T/F51–58

#### منافسات الرجال
| الحدث             | التصنيف   | ذهبية                                                                 | فضية                                                                               | برونزية                                                                             |
| ----------------- | --------- | --------------------------------------------------------------------- | ---------------------------------------------------------------------------------- | ----------------------------------------------------------------------------------- |
| 100 متر           | T51       | توني بيسبانن ‏ · فنلندا                                                | ألفيس دي فيدي · إيطاليا                                                            | محمد براحل · الجزائر                                                                |
| 100 متر           | T52       | ريموند مارتن · الولايات المتحدة                                       | سلفادور هيرنانديز موندرagon · المكسيك                                              | بول نيتز · الولايات المتحدة                                                         |
| 100 متر           | T53       | ميكي بوشيل ‏ · بريطانيا العظمى                                         | تشاو يوفي ‏ · الصين                                                                 | يو شيران ‏ · الصين                                                                   |
| 100 متر           | T54       | ليو بيكا تاهتي · فنلندا                                               | ليو يانغ · الصين                                                                   | سايشون كونجين ‏ · تايلاند                                                            |
| 200 متر           | T52       | ريموند مارتن · الولايات المتحدة                                       | تومويا إيتو · اليابان                                                              | سلفادور هيرنانديز موندرagon · المكسيك                                               |
| 200 متر           | T53       | لي هو تشاو ‏ · الصين                                                   | برنت لاكاتوس ‏ · كندا                                                               | تشاو يوفي ‏ · الصين                                                                  |
| 400 متر           | T52       | ريموند مارتن · الولايات المتحدة                                       | تومويا إيتو · اليابان                                                              | توماس غايرسبيتشلر ‏ · النمسا                                                         |
| 400 متر           | T53       | لي هو تشاو ‏ · الصين                                                   | برنت لاكاتوس ‏ · كندا                                                               | ريتشارد كولمان · أستراليا                                                           |
| 400 متر           | T54       | تشانغ ليكسين ‏ · الصين                                                 | كيني فان ويغيل ‏ · هولندا                                                           | ليو تشينغمينغ ‏ · الصين                                                              |
| 800 متر           | T52       | ريموند مارتن · الولايات المتحدة                                       | تومويا إيتو · اليابان                                                              | ليوناردو دي خيسوس بيريز خواريز · المكسيك                                            |
| 800 متر           | T53       | ريتشارد كولمان · أستراليا                                             | برنت لاكاتوس ‏ · كندا                                                               | جوشوا جورج · الولايات المتحدة                                                       |
| 800 متر           | T54       | ديفيد وير · بريطانيا العظمى                                           | مارسيل هوغ · سويسرا                                                                | سايشون كونجين ‏ · تايلاند                                                            |
| 1500 متر          | T54       | ديفيد وير · بريطانيا العظمى                                           | براوات واهورام ‏ · تايلاند                                                          | كيم غيو داي · كوريا الجنوبية                                                        |
| 5000 متر          | T54       | ديفيد وير · بريطانيا العظمى                                           | كيرت فيرنلي ‏ · أستراليا                                                            | جوليان كاسولي ‏ · فرنسا                                                              |
| ماراثون           | T54       | ديفيد وير · بريطانيا العظمى                                           | مارسيل هوغ · سويسرا                                                                | كيرت فيرنلي ‏ · أستراليا                                                             |
| 4 × 400 متر تتابع | T53/T54   | الصين (CHN) · ليو يانغ · ليو تشينغمينغ ‏ · لي هو تشاو ‏ · تشانغ ليكسين ‏ | تايلاند (THA) · سوباتشاي كويسوب ‏ · سايشون كونجين ‏ · سوبا إنتاسن ‏ · براوات واهورام ‏ | أستراليا (AUS) · ريتشارد نيكولسون · ناثانييل أركلي · ماثيو كاميرون · ريتشارد كولمان |
| دفع الجلة         | F52/53    | أيجارس أبينيس · لاتفيا                                                | ماورو ماكسيمو دي خيسوس · المكسيك                                                   | سكوت سيفرن ‏ · الولايات المتحدة                                                      |
| دفع الجلة         | F54/55/56 | جليل باقري جدي ‏ · إيران                                               | كارول كوزون · بولندا                                                               | روبن ووماك · بريطانيا العظمى                                                        |
| دفع الجلة         | F57/58    | أليكسي أشاباتوف ‏ · روسيا                                              | يانوش روكيتسكي ‏ · بولندا                                                           | مايكل لورينز ‏ · جنوب إفريقيا                                                        |
| رمي الصولجان      | F31/32/51 | زيليكو ديميترييفيتش · صربيا                                           | راديم بيليس · جمهورية التشيك                                                       | لهواري بهلول (*) · الجزائر                                                          |
| رمي القرص         | F51/52/53 | محمد براحل · الجزائر                                                  | أيجارس أبينيس · لاتفيا                                                             | محمد زمزمي · تونس                                                                   |
| رمي القرص         | F54/55/56 | ليوناردو دياز · كوبا                                                  | دراشينكو ميتروفيتش ‏ · صربيا                                                        | علي محمد ياري ‏ · إيران                                                              |
| رمي القرص         | F57/58    | أليكسي أشاباتوف ‏ · روسيا                                              | روستيسلاف بولمان ‏ · جمهورية التشيك                                                 | مطاوع أبو الخير · مصر                                                               |
| رمي الرمح         | F52/53    | ألفونسو كننغهام ‏ · جامايكا                                            | عبد الرضا جوكار ‏ · إيران                                                           | ماورو ماكسيمو دي خيسوس · المكسيك                                                    |
| رمي الرمح         | F54/55/56 | لويس ألبرتو زبيدا فيليكس · المكسيك                                    | أليكسي كوزنيتسوف · روسيا                                                           | مانوليس ستيفانوداكيس ‏ · اليونان                                                     |
| رمي الرمح         | F57/58    | محمد خالوندي ‏ · إيران                                                 | كلوديني باتيستا دوس سانتوس · البرازيل                                              | رائد سالم · مصر                                                                     |

(*) رياضي فئة F32

#### منافسات السيدات
| الحدث      | التصنيف      | ذهبية                                   | فضية                                    | برونزية                                 |
| ---------- | ------------ | --------------------------------------- | --------------------------------------- | --------------------------------------- |
| 100 متر    | T52          | ماريكه فيرفورت · بلجيكا                 | ميشيل ستيلويل ‏ · كندا                   | كيري مورغان · الولايات المتحدة          |
| 100 متر    | T53          | هوانغ ليشا ‏ · الصين                     | تشو هونغتشوان ‏ · الصين                  | أنجيلا بالارد · أستراليا                |
| 100 متر    | T54          | ليو وينجون ‏ · الصين                     | دونغ هونغجياو ‏ · الصين                  | تاتيانا مكفادن · الولايات المتحدة       |
| 200 متر    | T52          | ميشيل ستيلويل ‏ · كندا                   | ماريكي فيرفورت · بلجيكا                 | كيري مورغان · الولايات المتحدة          |
| 200 متر    | T53          | هوانغ ليشا ‏ · الصين                     | أنجيلا بالارد · أستراليا                | تشو هونغتشوان ‏ · الصين                  |
| 400 متر    | T53          | تشو هونغتشوان ‏ · الصين                  | أنجيلا بالارد · أستراليا                | هوانغ ليشا ‏ · الصين                     |
| 400 متر    | T54          | تاتيانا مكفادن · الولايات المتحدة       | دونغ هونغجياو ‏ · الصين                  | إديث وولف · سويسرا                      |
| 800 متر    | T53          | تشو هونغتشوان ‏ · الصين                  | هوانغ ليشا ‏ · الصين                     | جيسيكا غالي · الولايات المتحدة          |
| 800 متر    | T54          | تاتيانا مكفادين · الولايات المتحدة      | إديث وولف · سويسرا                      | زو ليهونغ ‏ · الصين                      |
| 1500 متر   | T54          | تاتيانا مكفادين · الولايات المتحدة      | إديث وولف · سويسرا                      | شيرلي رايلي · الولايات المتحدة          |
| 5000 متر   | T54          | إديث وولف · سويسرا                      | شيرلي رايلي · الولايات المتحدة          | كريستي دوز · أستراليا                   |
| ماراثون    | T54          | شيرلي رايلي ‏ · الولايات المتحدة         | شيلي وودز ‏ · بريطانيا العظمى            | ساندرا غراف · سويسرا                    |
| دفع الجلة  | F54/55/56    | يانغ ليوان ‏ · الصين                     | ماريان بوغنهاغن ‏ · ألمانيا              | أنجيلا مادسن · الولايات المتحدة         |
| دفع الجلة  | F57/58       | أنجيليس أورتيز هيرنانديز · المكسيك      | ستيلا إينيفا · بلغاريا                  | إيوتشاريا إيازي ‏ · نيجيريا              |
| رمي المضرب | F31/32/51    | فازت جميع الميداليات رياضيات من فئة F32 | فازت جميع الميداليات رياضيات من فئة F32 | فازت جميع الميداليات رياضيات من فئة F32 |
| رمي القرص  | F51/52/53    | جوزي بيرسون · بريطانيا العظمى           | كاثرين أونيل · جزيرة أيرلندا            | زينا كول ‏ · الولايات المتحدة            |
| رمي القرص  | F57/58       | نسيمة صايفي · الجزائر                   | ستيلا إينيفا · بلغاريا                  | أورلا باري ‏ · جزيرة أيرلندا             |
| رمي الرمح  | F33/34/52/53 | فازت جميع الميداليات رياضيات من فئة F34 | فازت جميع الميداليات رياضيات من فئة F34 | فازت جميع الميداليات رياضيات من فئة F34 |
| رمي الرمح  | F54/55/56    | يانغ ليوان · الصين                      | هانية العايدي · تونس                    | مارتينا فيلينغ ‏ · ألمانيا               |
| رمي الرمح  | F57/58       | ليو مينغ · الصين                        | صافية جلال · الجزائر                    | لاريسا فوليك · روسيا                    |

## البوتشيا
| الحدث     | الذهبية                                                                                         | الفضية                                                           | البرونزية                                                                     |
| --------- | ----------------------------------------------------------------------------------------------- | ---------------------------------------------------------------- | ----------------------------------------------------------------------------- |
| فردي BC1  | باتايا تادتونغ · تايلاند                                                                        | ديفيد سميث · بريطانيا العظمى                                     | روجر أندالين ‏ · النرويج                                                       |
| فردي BC2  | ماسيل سوزا سانتوس · البرازيل                                                                    | يان تشى تشيانغ ‏ · الصين                                          | سو يونغ جيونغ · كوريا الجنوبية                                                |
| فردي BC3  | يي جين تشوي · كوريا الجنوبية                                                                    | هو وون جيونغ · كوريا الجنوبية                                    | خوسيه ماسيدو · البرتغال                                                       |
| فردي BC4  | ديرسيو بينتو ‏ · البرازيل                                                                        | يوانسن تشنغ · الصين                                              | إليسو دوس سانتوس · البرازيل                                                   |
| فرق BC1–2 | تايلاند (THA) · ويتسانو هوادبراديت ‏ · مونغكول جيتسا نغيم · باتايا تادتونغ ‏ · واتشارافون فونغسا ‏ | الصين (CHN) · تشى تشيانغ يان · ويبو يوان · تشي تشانغ · كاي تشونغ | بريطانيا العظمى (GBR) · دان بنتلي ‏ · نايجل موراي ‏ · زوي روبنسون ‏ · ديفيد سميث |
| زوجي BC3  | اليونان (GRE) · ماريا إيليني كوردالي ‏ · نيكولاوس بانانوس ‏ · غريغوريوس بوليكرونيديس ‏             | البرتغال (POR) · أرماندو كوستا · خوسيه ماسيدو · لويس سيلفا       | بلجيكا (BEL) · بيتر سيليسن ‏ · كيرستن دي ليندر · بيتر فيرليندن                 |
| زوجي BC4  | البرازيل (BRA) · ديرسيو خوسيه بينتو · إليسو دوس سانتوس                                          | جمهورية التشيك (CZE) · راديك بروخازكا · ليوس لاسينا              | كندا (CAN) · ماركو ديسبالترو ‏ · جوش فاندر فيس ‏                                |

## ركوب الدراجات

### ركوب الدراجات على الطريق

#### منافسات الرجال
| الحدث       | الفئة | ذهبية                       | فضية                             | برونزية                          |
| ----------- | ----- | --------------------------- | -------------------------------- | -------------------------------- |
| سباق الزمن  | B     | كريستيان فينج ‏ · إسبانيا    | إيفانو بيتزي ‏ · إيطاليا          | جيمس براون · جزيرة أيرلندا       |
| سباق الزمن  | H1    | مارك روهان · جزيرة أيرلندا  | كوبي ليون ‏ · إسرائيل             | فولفغانغ شاتاور ‏ · النمسا        |
| سباق الزمن  | H2    | هاينز فراي · سويسرا         | والتر أبلينغر ‏ · النمسا          | فيتوريو بودستا · إيطاليا         |
| سباق الزمن  | H3    | رافال ويلك · بولندا         | نايجل بارلي ‏ · أستراليا          | بيرند جيفري · ألمانيا            |
| سباق الزمن  | H4    | أليكس زاناردي ‏ · إيطاليا    | نوربرت موساندل · ألمانيا         | أوسكار سانشيز · الولايات المتحدة |
| سباق الزمن  | C1    | مايكل تويبر ‏ · ألمانيا      | مارك كولبورن ‏ · بريطانيا العظمى  | تشانغ يو لي · الصين              |
| سباق الزمن  | C2    | توبياس غراف · ألمانيا       | غويهوا ليانغ · الصين             | موريس إيكهارد تيو · إسبانيا      |
| سباق الزمن  | C3    | ديفيد نيكولاس · أستراليا    | جوزيف بيريني ‏ · الولايات المتحدة | ماساكي فوجيتا · اليابان          |
| سباق الزمن  | C4    | ييري يشيك ‏ · جمهورية التشيك | كارول إدوارد نوفاك ‏ · رومانيا    | ييري بوشكا · جمهورية التشيك      |
| سباق الزمن  | C5    | ييغور ديمينتييف · أوكرانيا  | شينيانغ ليو · الصين              | مايكل غالاغر · أستراليا          |
| سباق الطريق | B     | إيفانو بيتزي ‏ · إيطاليا     | كريستوف كوسيكوفسكي · بولندا      | فلاديسلاف يانوفياك · سلوفاكيا    |
| سباق الطريق | H1    | مارك روهان · جزيرة أيرلندا  | توبياس فانكهاوزر ‏ · سويسرا       | فولفغانغ شاتاور ‏ · النمسا        |
| سباق الطريق | H2    | والتر أبلينغر ‏ · النمسا     | جان مارك بيرسيه · سويسرا         | فيتوريو بودستا · إيطاليا         |
| سباق الطريق | H3    | رافال ويلك · بولندا         | فيكو ميركلين ‏ · ألمانيا          | جويل جانو ‏ · فرنسا               |
| سباق الطريق | H4    | أليكس زاناردي ‏ · إيطاليا    | إرنست فان دايك ‏ · جنوب إفريقيا   | ويم ديكلير ‏ · بلجيكا             |
| سباق الطريق | C1-3  | روبرتو بارغنا ‏ · إيطاليا    | شتيفن فارياس ‏ · ألمانيا          | ديفيد نيكولاس · أستراليا         |
| سباق الطريق | C4-5  | ييغور ديمينتييف · أوكرانيا  | شينيانغ ليو · الصين              | ميكيل بيتاكولو ‏ · إيطاليا        |

#### منافسات السيدات
| الحدث       | الفئة | ذهبية                             | فضية                                                  | برونزية                                               |
| ----------- | ----- | --------------------------------- | ----------------------------------------------------- | ----------------------------------------------------- |
| سباق الزمن  | B     | كاترين غويكين ‏ · هولندا           | فيليبا غراي ‏ · نيوزيلندا                              | كاثرين والش · جزيرة أيرلندا                           |
| سباق الزمن  | H1-2  | ماريانا ديفيس · الولايات المتحدة  | كارين دارك · بريطانيا العظمى                          | أورسولا شفالر · سويسرا                                |
| سباق الزمن  | H3    | ساندرا غراف · سويسرا              | مونيكا باسكيو · الولايات المتحدة                      | سفيتلانا موشكوفيتش · روسيا                            |
| سباق الزمن  | H4    | أندريا إسكاو · ألمانيا            | دوروثي فيت · ألمانيا                                  | لورا دي فان · هولندا                                  |
| سباق الزمن  | C1-3  | أليسون جونز · الولايات المتحدة    | تيريزا ديبولدوفا · جمهورية التشيك                     | سيني تسنغ · الصين                                     |
| سباق الزمن  | C4    | ميغان فيشر · الولايات المتحدة     | سوزان باول · أستراليا                                 | ماري كلود مولنار · كندا                               |
| سباق الزمن  | C5    | سارة ستوري · بريطانيا العظمى      | آنا هاركووسكا · بولندا                                | كيلي كراولي · الولايات المتحدة                        |
| سباق الطريق | B     | روبي ويلدون · كندا                | خوسيفا بنيتيز غوزمان · إسبانيا                        | كاترين غويكين ‏ · هولندا                               |
| سباق الطريق | H1-3  | ماريانا ديفيس ‏ · الولايات المتحدة | مونيكا باسكيو ‏ · الولايات المتحدة                     | راشيل موريس · بريطانيا العظمى                         |
| سباق الطريق | H4    | أندريا إسكاو ‏ · ألمانيا           | لورا دي فان ‏ · هولندا                                 | خطأ لوا: too many expensive function calls. · ألمانيا |
| سباق الطريق | C1-3  | سيني تسنغ · الصين                 | خطأ لوا: too many expensive function calls. · ألمانيا | أليسون جونز · الولايات المتحدة                        |
| سباق الطريق | C4-5  | سارة ستوري · بريطانيا العظمى      | خطأ لوا: too many expensive function calls. · بولندا  | كيلي كراولي · الولايات المتحدة                        |

#### منافسات مختلطة
| الحدث       | الفئة | ذهبية                                                                                                 | فضية                                                                 | برونزية                                                                                   |
| ----------- | ----- | --- | -------------------------------------------------------------------- | ----------------------------------------------------------------------------------------- |
| سباق الزمن  | T1-2  | كارول كوك · أستراليا                                                                                  | هانز بيتر دورست · ألمانيا                                            | ديفيد ستون · بريطانيا العظمى                                                              |
| سباق الطريق | T1-2  | ديفيد ستون · بريطانيا العظمى                                                                          | جورجيو فاروني · إيطاليا                                              | ديفيد فوندراتشيك · جمهورية التشيك                                                         |
| تتابع الفرق | T1-4  | الولايات المتحدة (USA) · ماريانا ديفيس ‏ · أوسكار سانشيز · خطأ لوا: too many expensive function calls. | إيطاليا (ITA) · أليكس زاناردي ‏ · فيتوريو بودستا · فرانشيسكا فينوتشيو | سويسرا (SUI) · جان مارك بيرسيه · خطأ لوا: too many expensive function calls. · هاينز فراي |

### ركوب الدراجات على المضمار

#### منافسات الرجال
| الحدث              | الفئة | ذهبية                                                          | فضية                                                          | برونزية                                                       |
| ------------------ | ----- | -------------------------------------------------------------- | ------------------------------------------------------------- | ------------------------------------------------------------- |
| سباق الزمن 1 كم    | B     | نيل فاشي · بريطانيا العظمى                                     | خوسيه إنريكي بورتو لاريو · إسبانيا                            | خطأ لوا: too many expensive function calls. · هولندا          |
| سباق الزمن 1 كم    | C1-3  | تشانغ يو لي · الصين                                            | خطأ لوا: too many expensive function calls. · بريطانيا العظمى | توبياس غراف · ألمانيا                                         |
| سباق الزمن 1 كم    | C4-5  | ألفونسو كابيو · إسبانيا                                        | خطأ لوا: too many expensive function calls. · بريطانيا العظمى | شينيانغ ليو · الصين                                           |
| المطاردة الفردية   | B     | خطأ لوا: too many expensive function calls. · أستراليا         | خطأ لوا: too many expensive function calls. · أستراليا        | ميغيل أنخيل كليمنتي سولانو · إسبانيا                          |
| المطاردة الفردية   | C1    | خطأ لوا: too many expensive function calls. · بريطانيا العظمى  | تشانغ يو لي · الصين                                           | رودريغو فرناندو لوبيز · الأرجنتين                             |
| المطاردة الفردية   | C2    | غويهوا ليانغ · الصين                                           | توبياس غراف · ألمانيا                                         | خطأ لوا: too many expensive function calls. · فرنسا           |
| المطاردة الفردية   | C3    | خطأ لوا: too many expensive function calls. · الولايات المتحدة | خطأ لوا: too many expensive function calls. · بريطانيا العظمى | دارين كيني · بريطانيا العظمى                                  |
| المطاردة الفردية   | C4    | خطأ لوا: too many expensive function calls. · رومانيا          | خطأ لوا: too many expensive function calls. · جمهورية التشيك  | خطأ لوا: too many expensive function calls. · بريطانيا العظمى |
| المطاردة الفردية   | C5    | مايكل غالاغر · أستراليا                                        | خطأ لوا: too many expensive function calls. · بريطانيا العظمى | ليو شينيانغ · الصين                                           |
| سباق السرعة الفردي | B     | أنتوني كابيس · بريطانيا العظمى                                 | نيل فاشي · بريطانيا العظمى                                    | خوسيه إنريكي بورتو لاريو · إسبانيا                            |

#### منافسات السيدات
| الحدث            | الفئة        | ذهبية                        | فضية                                                           | برونزية                                                 |
| ---------------- | ------------ | ---------------------------- | -------------------------------------------------------------- | ------------------------------------------------------- |
| سباق الزمن       | C1-3 (500 م) | هي ين · الصين                | خطأ لوا: too many expensive function calls. · هولندا           | جايمي باريس · أستراليا                                  |
| سباق الزمن       | C4-5 (500 م) | سارة ستوري · بريطانيا العظمى | خطأ لوا: too many expensive function calls. · الولايات المتحدة | جيانبينغ روان · الصين                                   |
| سباق الزمن       | B (1 كم)     | فليستي جونسون · أستراليا     | أيلين ماكغلين · بريطانيا العظمى                                | فيليبا غراي ‏ · نيوزيلندا                                |
| المطاردة الفردية | B            | فيليبا غراي ‏ · نيوزيلندا     | كاثرين والش · جزيرة أيرلندا                                    | أيلين ماكغلين · بريطانيا العظمى                         |
| المطاردة الفردية | C1-3         | سيني تسنغ · الصين            | سيمون كينيدي · أستراليا                                        | أليسون جونز · الولايات المتحدة                          |
| المطاردة الفردية | C4           | سوزان باول · أستراليا        | خطأ لوا: too many expensive function calls. · الولايات المتحدة | خطأ لوا: too many expensive function calls. · أستراليا  |
| المطاردة الفردية | C5           | سارة ستوري · بريطانيا العظمى | خطأ لوا: too many expensive function calls. · بولندا           | خطأ لوا: too many expensive function calls. · نيوزيلندا |

#### منافسات مختلطة
| الحدث             | الفئة | ذهبية                                          | فضية                                                                  | برونزية                                                          |
| ----------------- | ----- | ---------------------------------------------- | --------------------------------------------------------------------- | ---------------------------------------------------------------- |
| سباق السرعة للفرق | C1-5  | الصين (CHN) · شياوفي جي · شينيانغ ليو · هاو شي | بريطانيا العظمى (GBR) · جون آلان بتروورث · دارين كيني · ريتشارد وادون | الولايات المتحدة (USA) · جوزيف بيريني · سام كافانا · جينيفر شوبل |

## كرة القدم الخماسية
| الحدث       | الذهبية | الفضية | البرونزية |
| ----------- | --- | --- | --- |
| فريق الرجال | البرازيل (BRA) · فابيو لويز · دانيال · إيمرسون · غليدسون · كاسيو · ماركوس خوسيه · جيفرسون · سيفيرينو · ريكاردو · رايموندو | فرنسا (FRA) · فريدريك جاناس · حكيم أرزقي · عبد الرحيم مايا · إيفان ووانجي كبمغني · ديفيد لابار · جوناثان غرانجييه · غايل ريفيير · مارتن بارون · أرنو أياكس · فريدريك فيليرو | إسبانيا (ESP) · ألفارو غونزاليس الكاراز · خوسيه لويس غيرا تيخويلو · فرانسيسكو مونيوز بيريز · أدولفو أكوستا رودريغيز · خوسيه لوبيز راميريز · ألفريدو كوادرادو فريري · أنطونيو مارتين غايتان · يوسف الحداوي ربيع · مارسيلو روسادو كاراسكو · راؤول دياز أورتين |

## كرة القدم السباعية
| الحدث       | الذهبية | الفضية | البرونزية |
| ----------- | --- | --- | --- |
| فريق الرجال | روسيا · ألكسندر ليكوف · فلاديسلاف راريتسكي · خطأ لوا: too many expensive function calls. · أليكسي توماكوف · لاشا مورفانادزه · أليكسي تشيسمين · إيفان بوتيخين (قائد) · إدوارد رامونوف · فياتشيسلاف لاريونوف · زوربيك باجاييف · أندريه كوفاييف · ألكسندر كوليجين | أوكرانيا · خطأ لوا: too many expensive function calls. · إيهور كوسينكو · خطأ لوا: too many expensive function calls. · يفين زينوفييف · خطأ لوا: too many expensive function calls. · أناتولي شيفتشيك · أوليكسي هيتون · فولوديمير أنتونوك (قائد) · إيفان شكفارلو · إيفان دوتسينكو · دينيس بونوماريوف · خطأ لوا: too many expensive function calls. | إيران · مهران نكوئي مجد · مسلم خزاعي بيرسرابي · إحسان غلام حسين بور بوشه · مرتضى حيدري · بهمن أنصاري · هاشم رستگاريموبين · صادق حسني باغي · فرزاد مهري · جاسم بخشي · مسلم أكبري (قائد) · رسول آتش‌افروز · عبدالرضا كريمي‌زاده |

## كرة الهدف
| الحدث             | الذهبية | الفضية | البرونزية |
| ----------------- | --- | --- | --- |
| كرة الهدف للرجال  | فنلندا (FIN) · خطأ لوا: too many expensive function calls. · فيل مونتونين · خطأ لوا: too many expensive function calls. · توني ألينيوس · توماس نوسو · بيتري بوسيو | البرازيل (BRA) · خوسيه فيريرا دي أوليفيرا · ألميدا ماسيل سيلينتي · ليومون مورينو دا سيلفا · روماريو دييغو ماركيز · فيليبي سانتوس سيلفستري · لياندرو مورينو دا سيلفا                                                      | تركيا (TUR) · خطأ لوا: too many expensive function calls. · خطأ لوا: too many expensive function calls. · خطأ لوا: too many expensive function calls. · خطأ لوا: too many expensive function calls. · خطأ لوا: too many expensive function calls. · خطأ لوا: too many expensive function calls. |
| كرة الهدف للسيدات | اليابان (JPN) · خطأ لوا: too many expensive function calls. · خطأ لوا: too many expensive function calls. · خطأ لوا: too many expensive function calls. · خطأ لوا: too many expensive function calls. · خطأ لوا: too many expensive function calls. · خطأ لوا: too many expensive function calls. | الصين (CHN) · خطأ لوا: too many expensive function calls. · خطأ لوا: too many expensive function calls. · خطأ لوا: too many expensive function calls. · وانغ شاشا · خطأ لوا: too many expensive function calls. · جو تشن | السويد (SWE) · آنا دالبرغ · مالين غوستافسون · جوزفين يالمستال · فيكتوريا أندرسون · صوفيا ناستروم · ماريا واغلوند |

## الجودو

### منافسات الرجال
| الحدث    | الذهبية                                                | الفضية                                                         | البرونزية                                                      |
| -------- | ------------------------------------------------------ | -------------------------------------------------------------- | -------------------------------------------------------------- |
| 60 كجم   | خطأ لوا: too many expensive function calls. · أذربيجان | خطأ لوا: too many expensive function calls. · الصين            | مولود نورة · الجزائر                                           |
| 60 كجم   | خطأ لوا: too many expensive function calls. · أذربيجان | خطأ لوا: too many expensive function calls. · الصين            | خطأ لوا: too many expensive function calls. · بريطانيا العظمى  |
| 66 كجم   | خطأ لوا: too many expensive function calls. · أوكرانيا | تشاو شو · الصين                                                | سيد علي العمري · الجزائر                                       |
| 66 كجم   | خطأ لوا: too many expensive function calls. · أوكرانيا | تشاو شو · الصين                                                | ماركوس فالكون · فنزويلا                                        |
| 73 كجم   | خطأ لوا: too many expensive function calls. · أوكرانيا | خطأ لوا: too many expensive function calls. · أوزبكستان        | خطأ لوا: too many expensive function calls. · روسيا            |
| 73 كجم   | خطأ لوا: too many expensive function calls. · أوكرانيا | خطأ لوا: too many expensive function calls. · أوزبكستان        | خطأ لوا: too many expensive function calls. · المكسيك          |
| 81 كجم   | خطأ لوا: too many expensive function calls. · أوكرانيا | خوسيه إيفرون · الأرجنتين                                       | خطأ لوا: too many expensive function calls. · كوبا             |
| 81 كجم   | خطأ لوا: too many expensive function calls. · أوكرانيا | خوسيه إيفرون · الأرجنتين                                       | خطأ لوا: too many expensive function calls. · ألمانيا          |
| 90 كجم   | خورخي هيريزويلو مارسيليس · كوبا                        | صامويل إنغرام · بريطانيا العظمى                                | خورخي لسينا · الأرجنتين                                        |
| 90 كجم   | خورخي هيريزويلو مارسيليس · كوبا                        | صامويل إنغرام · بريطانيا العظمى                                | خطأ لوا: too many expensive function calls. · الولايات المتحدة |
| 100 كجم  | غوانغ غون تشوي · كوريا الجنوبية                        | خطأ لوا: too many expensive function calls. · الولايات المتحدة | خطأ لوا: too many expensive function calls. · البرازيل         |
| 100 كجم  | غوانغ غون تشوي · كوريا الجنوبية                        | خطأ لوا: too many expensive function calls. · الولايات المتحدة | خطأ لوا: too many expensive function calls. · روسيا            |
| +100 كجم | خطأ لوا: too many expensive function calls. · اليابان  | سونغ وانغ · الصين                                              | خطأ لوا: too many expensive function calls. · كوبا             |
| +100 كجم | خطأ لوا: too many expensive function calls. · اليابان  | سونغ وانغ · الصين                                              | إلهام زكييف · أذربيجان                                         |

### منافسات السيدات
| الحدث   | الذهبية                                                | الفضية                                              | البرونزية                                              |
| ------- | ------------------------------------------------------ | --------------------------------------------------- | ------------------------------------------------------ |
| 48 كجم  | خطأ لوا: too many expensive function calls. · ألمانيا  | كاي لين لي · تايبيه الصينية                         | فيكتوريا بوتابوفا · روسيا                              |
| 48 كجم  | خطأ لوا: too many expensive function calls. · ألمانيا  | كاي لين لي · تايبيه الصينية                         | خطأ لوا: too many expensive function calls. · أوكرانيا |
| 52 كجم  | خطأ لوا: too many expensive function calls. · ألمانيا  | ليجينغ وانغ · الصين                                 | خطأ لوا: too many expensive function calls. · أوكرانيا |
| 52 كجم  | خطأ لوا: too many expensive function calls. · ألمانيا  | ليجينغ وانغ · الصين                                 | خطأ لوا: too many expensive function calls. · البرازيل |
| 57 كجم  | خطأ لوا: too many expensive function calls. · أذربيجان | لوسيا دا سيلفا تيكسيرا · البرازيل                   | مونيكا ميرينسيانو هيريرو · إسبانيا                     |
| 57 كجم  | خطأ لوا: too many expensive function calls. · أذربيجان | لوسيا دا سيلفا تيكسيرا · البرازيل                   | خطأ لوا: too many expensive function calls. · تركيا    |
| 63 كجم  | داليديفيس رودريغيز كلارك · كوبا                        | تونغ تشو · الصين                                    | خطأ لوا: too many expensive function calls. · البرازيل |
| 63 كجم  | داليديفيس رودريغيز كلارك · كوبا                        | تونغ تشو · الصين                                    | خطأ لوا: too many expensive function calls. · إسبانيا  |
| 70 كجم  | كارمن هيريرا · إسبانيا                                 | خطأ لوا: too many expensive function calls. · روسيا | تشيان تشو · الصين                                      |
| 70 كجم  | كارمن هيريرا · إسبانيا                                 | خطأ لوا: too many expensive function calls. · روسيا | خطأ لوا: too many expensive function calls. · المجر    |
| +70 كجم | يانبينغ يوان · الصين                                   | خطأ لوا: too many expensive function calls. · تركيا | زبيدة بوعزوق · الجزائر                                 |
| +70 كجم | يانبينغ يوان · الصين                                   | خطأ لوا: too many expensive function calls. · تركيا | خطأ لوا: too many expensive function calls. · روسيا    |

## رفع الأثقال

### منافسات السيدات
| الحدث     | الذهبية                                               | الفضية                                                | البرونزية                                                     |
| --------- | ----------------------------------------------------- | ----------------------------------------------------- | ------------------------------------------------------------- |
| 40 كجم    | نازميه موسلو · تركيا                                  | خطأ لوا: too many expensive function calls. · الصين   | خطأ لوا: too many expensive function calls. · بريطانيا العظمى |
| 44 كجم    | خطأ لوا: too many expensive function calls. · نيجيريا | خطأ لوا: too many expensive function calls. · تركيا   | خطأ لوا: too many expensive function calls. · أوكرانيا        |
| 48 كجم    | خطأ لوا: too many expensive function calls. · نيجيريا | خطأ لوا: too many expensive function calls. · روسيا   | خطأ لوا: too many expensive function calls. · الصين           |
| 52 كجم    | خطأ لوا: too many expensive function calls. · نيجيريا | خطأ لوا: too many expensive function calls. · روسيا   | خطأ لوا: too many expensive function calls. · الصين           |
| 56 كجم    | فاطمة عمر · مصر                                       | لوسي إيجيكي · نيجيريا                                 | خطأ لوا: too many expensive function calls. · تركيا           |
| 60 كجم    | أماليا بيريز · المكسيك                                | خطأ لوا: too many expensive function calls. · الصين   | أمل محمود · مصر                                               |
| 67.5 كجم  | سهاد غازواني · فرنسا                                  | تان يوجياو · الصين                                    | فيكتوريا ننيجي · نيجيريا                                      |
| 75 كجم    | خطأ لوا: too many expensive function calls. · الصين   | خطأ لوا: too many expensive function calls. · نيجيريا | خطأ لوا: too many expensive function calls. · تايبيه الصينية  |
| 82.5 كجم  | خطأ لوا: too many expensive function calls. · نيجيريا | رندا محمود · مصر                                      | خطأ لوا: too many expensive function calls. · الصين           |
| +82.5 كجم | خطأ لوا: too many expensive function calls. · نيجيريا | هبة أحمد · مصر                                        | خطأ لوا: too many expensive function calls. · المكسيك         |

### منافسات الرجال
| الحدث    | الذهبية                                               | الفضية                                                | البرونزية                                             |
| -------- | ----------------------------------------------------- | ----------------------------------------------------- | ----------------------------------------------------- |
| 48 كجم   | خطأ لوا: too many expensive function calls. · نيجيريا | خطأ لوا: too many expensive function calls. · روسيا   | طه عبد المجيد · مصر                                   |
| 52 كجم   | فينغ تشي · الصين                                      | خطأ لوا: too many expensive function calls. · نيجيريا | خطأ لوا: too many expensive function calls. · روسيا   |
| 56 كجم   | شريف عثمان · مصر                                      | خطأ لوا: too many expensive function calls. · نيجيريا | وانغ جيان · الصين                                     |
| 60 كجم   | خطأ لوا: too many expensive function calls. · إيران   | خطأ لوا: too many expensive function calls. · نيجيريا | خطأ لوا: too many expensive function calls. · الصين   |
| 67.5 كجم | ليو لي · الصين                                        | خطأ لوا: too many expensive function calls. · إيران   | شعبان إبراهيم · مصر                                   |
| 75 كجم   | علي حسيني · إيران                                     | محمد الفت · مصر                                       | هو بينغ · الصين                                       |
| 82.5 كجم | خطأ لوا: too many expensive function calls. · إيران   | خطأ لوا: too many expensive function calls. · الصين   | متولي مثنى · مصر                                      |
| 90 كجم   | هاني عبد الهادي · مصر                                 | خطأ لوا: too many expensive function calls. · الصين   | خطأ لوا: too many expensive function calls. · اليونان |
| 100 كجم  | محمد الديب · مصر                                      | خطأ لوا: too many expensive function calls. · الصين   | خطأ لوا: too many expensive function calls. · إيران   |
| +100 كجم | سيامند رحمان · إيران                                  | فارس العجيلي · العراق                                 | تشون كون باي · كوريا الجنوبية                         |

## التجديف
| الحدث                 | الذهبية                                                                                          | الفضية                                                                                            | البرونزية                                                                                                  |
| --------------------- | ------------------------------------------------------------------------------------------------ | ------------------------------------------------------------------------------------------------- | --- |
| فردي الرجال           | تشينغ هوانغ · الصين                                                                              | إريك هوري · أستراليا                                                                              | أليكسي تشوفاشيف · روسيا                                                                                    |
| فردي السيدات          | آلا ليسينكو · أوكرانيا                                                                           | ناتالي بينوا · فرنسا                                                                              | ليودميلا فاوتشوك · بيلاروس                                                                                 |
| زوجي مختلط            | الصين (CHN) · لو شياو شيان · في تيان مينغ                                                        | فرنسا (FRA) · بيرل بوج · ستيفان تارديو                                                            | الولايات المتحدة (USA) · أوكسانا ماسترز · روب جونز                                                         |
| رباعي التوجيه المختلط | بريطانيا العظمى (GBR) · بام ريلف · نعومي ريتشز · ديفيد سميث · جيمس رو · ليلي فان دن بروك (موجهة) | ألمانيا (GER) · أنكه مولكينثين · أستريد هينغسباخ · تينو كوليتشر · كاي كروز · كاترين سبليت (موجهة) | أوكرانيا (UKR) · أندري ستيلماخ · كاترينا موروزوفا · يلينا بوخاييفا · دينيس سوبول · فولوديمير كوزلوف (موجه) |

## الإبحار الشراعي
| الحدث                                 | الذهبية                                                    | الفضية                                                  | البرونزية                                                               |
| ------------------------------------- | ---------------------------------------------------------- | ------------------------------------------------------- | ----------------------------------------------------------------------- |
| قارب عارضة فردي – 2.4 MR              | هيلينا لوكاس · بريطانيا العظمى                             | هايكو كروجر · ألمانيا                                   | تييري شمتر · هولندا                                                     |
| قارب عارضة لشخصين – SKUD 18           | أستراليا (AUS) · دان فيتزجيبون · ليزيل تيش                 | الولايات المتحدة (USA) · جان بول كرينيو · جينيفر فرينش  | بريطانيا العظمى (GBR) · ألكسندرا ريكهام · نيكي بيريل                    |
| قارب عارضة مفتوح لثلاثة أشخاص – Sonar | هولندا (NED) · ميشا روسن · مارسيل فان دي فين · أودو هيسيلز | ألمانيا (GER) · ينس كروكر · روبرت بريم · سيغموند ماينكا | النرويج (NOR) · ألكسندر وانغ هانسن · ماري سولبرغ · بير يوجين كريستيانسن |

## الرماية
| Event                                 | الذهبية                                           | الفضية                                 | البرونزية                       |
| ------------------------------------- | ------------------------------------------------- | -------------------------------------- | ------------------------------- |
| مسدس هوائي 10 متر رجال SH1            | بارك سي-كيون · كوريا الجنوبية                     | محرم كورهان ياماتش · تركيا             | لي جو-هي · كوريا الجنوبية       |
| بندقية هوائية 10 متر وقوف رجال SH1    | دونغ تشاو · الصين                                 | يوناس ياكوبسون · السويد                | يوزف نويماير · ألمانيا          |
| بندقية 50 متر 3 أوضاع رجال SH1        | يوناس ياكوبسون · السويد                           | دورون شازيري · إسرائيل                 | دونغ تشاو · الصين               |
| مسدس هوائي 10 متر سيدات SH1           | أوليفيرا ناكوفسكا-بيكوفا · مقدونيا                | مارينا كليمنتشينكو · روسيا             | ساره جوانمردي · إيران           |
| بندقية هوائية 10 متر وقوف سيدات SH1   | تسوي بينغ تشانغ · الصين                           | مانويلا شمرموند · ألمانيا              | ناتالي سميث · أستراليا          |
| بندقية 50 متر 3 أوضاع سيدات SH1       | تسوي بينغ تشانغ · الصين                           | شيبي دانغ · الصين                      | فيرونيكا فادوفيتشوفا · سلوفاكيا |
| مسدس 25 متر مختلط SH1                 | جيانفي لي · الصين                                 | سيرغي ماليشيف · روسيا                  | فاليري بونومارينكو · روسيا      |
| مسدس 50 متر مختلط SH1                 | بارك سي-كيون · كوريا الجنوبية                     | فاليري بونومارينكو · روسيا             | هي دونغ ني · الصين              |
| بندقية هوائية 10 متر انبطاح مختلط SH1 | سيدريك فيفر · فرنسا                               | ماثيو سكيلون · بريطانيا العظمى         | تسوي بينغ تشانغ · الصين         |
| بندقية هوائية 10 متر انبطاح مختلط SH2 | فاسيل كوفالتشوك · أوكرانيا                        | رافاييل فولتز · فرنسا                  | جيمس بيفيس · بريطانيا العظمى    |
| بندقية هوائية 10 متر وقوف مختلط SH2   | جو-يونغ كانغ · كوريا الجنوبية                     | فرانتشيك غورازد تيرشيك · سلوفينيا      | مايكل جونسون · نيوزيلندا        |
| بندقية 50 متر انبطاح مختلط SH1        | عبدالله سلطان العرياني · الإمارات العربية المتحدة | خوان أنطونيو سافيدرا رينالدو · إسبانيا | ماثيو سكيلون · بريطانيا العظمى  |

## السباحة

### منافسات الرجال
| Event                         | الذهبية                                                                  | الفضية                                                                               | البرونزية                                                                           |
| ----------------------------- | ------------------------------------------------------------------------ | ------------------------------------------------------------------------------------ | ----------------------------------------------------------------------------------- |
| 50 متر حرة S2                 | يانغ يانغ · الصين                                                        | ديمتري كوكاريف · روسيا                                                               | أريستيديس ماكروديميتريس · اليونان                                                   |
| 50 متر حرة S4                 | إسكندر موستافييف · أوكرانيا                                              | ديفيد سميتانين · فرنسا                                                               | يان بوفيشيل · جمهورية التشيك                                                        |
| 50 متر حرة S5                 | دانيال دياس · البرازيل                                                   | سيباستيان رودريغيز · إسبانيا                                                         | روي بيركنز · الولايات المتحدة                                                       |
| 50 متر حرة S6                 | شو تشينغ · الصين                                                         | لورنزو بيريز إسكالونا · كوبا                                                         | تشنغ تاو · الصين                                                                    |
| 50 متر حرة S7                 | لانتز لامباك · الولايات المتحدة                                          | شيون بان · الصين                                                                     | ماثيو ووكر · بريطانيا العظمى                                                        |
| 50 متر حرة S8                 | دينيس تاراسوف · روسيا                                                    | موريس ديلين · هولندا                                                                 | ينان وانغ · الصين                                                                   |
| 50 متر حرة S9                 | ماثيو كاودري · أستراليا                                                  | تاماس توث · المجر                                                                    | خوسيه أنطونيو ماري ألكاراز · إسبانيا                                                |
| 50 متر حرة S10                | أندريه برازيل · البرازيل                                                 | ناثان شتاين · كندا                                                                   | أندرو باسترفيلد · أستراليا                                                          |
| 50 متر حرة S11                | بوزون يانغ · الصين                                                       | برادلي سنايدر · الولايات المتحدة                                                     | إنحامد إنحامد · إسبانيا                                                             |
| 50 متر حرة S12                | ماكسيم فيراكسا · أوكرانيا                                                | ألكسندر نيفولين-سفيتوف · روسيا                                                       | تاكر دوبري · الولايات المتحدة                                                       |
| 50 متر حرة S13                | تشارل باور · جنوب إفريقيا                                                | إيهار بوكي · بيلاروس                                                                 | أوليكسي فيدينا · أوكرانيا                                                           |
| 100 متر حرة S2                | يانغ يانغ · الصين                                                        | ديمتري كوكاريف · روسيا                                                               | أريستيديس ماكروديميتريس · اليونان                                                   |
| 100 متر حرة S4                | غوستافو سانشيز مارتينيز · المكسيك                                        | ريتشارد أوريبي · إسبانيا                                                             | ديفيد سميتانين · فرنسا                                                              |
| 100 متر حرة S5                | دانيال دياس · البرازيل                                                   | روي بيركنز · الولايات المتحدة                                                        | سيباستيان رودريغيز · إسبانيا                                                        |
| 100 متر حرة S6                | شو تشينغ · الصين                                                         | سيباستيان إيفانوف · ألمانيا                                                          | لورنزو بيريز إسكالونا · كوبا                                                        |
| 100 متر حرة S7                | شيون بان · الصين                                                         | مات ليفي · أستراليا                                                                  | لانتز لامباك · الولايات المتحدة                                                     |
| 100 متر حرة S8                | ينان وانغ · الصين                                                        | دينيس تاراسوف · روسيا                                                                | كونستانتين ليسينكوف · روسيا                                                         |
| 100 متر حرة S9                | ماثيو كاودري · أستراليا                                                  | تاماس توث · المجر                                                                    | تاماس سورس · المجر                                                                  |
| 100 متر حرة S10               | أندريه برازيل · البرازيل                                                 | فيليبي رودريغيز · البرازيل                                                           | أندرو باسترفيلد · أستراليا                                                          |
| 100 متر حرة S11               | برادلي سنايدر · الولايات المتحدة                                         | بوزون يانغ · الصين                                                                   | هندري هيربست · جنوب إفريقيا                                                         |
| 100 متر حرة S12               | ماكسيم فيراكسا · أوكرانيا                                                | ألكسندر نيفولين-سفيتوف · روسيا                                                       | تاكر دوبري · الولايات المتحدة                                                       |
| 100 متر حرة S13               | إيهار بوكي · بيلاروس                                                     | تشارل باور · جنوب إفريقيا                                                            | ألكسندر غولينتوفسكي · روسيا                                                         |
| 200 متر حرة S2                | يانغ يانغ · الصين                                                        | ديمتري كوكاريف · روسيا                                                               | إسحاق ماميستفالوف · إسرائيل                                                         |
| 200 متر حرة S4                | غوستافو سانشيز مارتينيز · المكسيك                                        | ديفيد سميتانين · فرنسا                                                               | ريتشارد أوريبي · إسبانيا                                                            |
| 200 متر حرة S5                | دانيال دياس · البرازيل                                                   | سيباستيان رودريغيز · إسبانيا                                                         | روي بيركنز · الولايات المتحدة                                                       |
| 200 متر حرة S14               | يون مارغير سفيريسون · آيسلندا                                            | دانيال فوكس · أستراليا                                                               | وونسانغ تشو · كوريا الجنوبية                                                        |
| 400 متر حرة S6                | داراغ ماكدونالد · جزيرة أيرلندا                                          | أندرس أولسون · السويد                                                                | ماثيو ووروود · بريطانيا العظمى                                                      |
| 400 متر حرة S7                | جوزيف كريغ · بريطانيا العظمى                                             | شيون بان · الصين                                                                     | أندري غلادكوف · روسيا                                                               |
| 400 متر حرة S8                | ينان وانغ · الصين                                                        | أوليفر هايند · بريطانيا العظمى                                                       | سام هايند · بريطانيا العظمى                                                         |
| 400 متر حرة S9                | بريندن هول · أستراليا                                                    | تاماس سورس · المجر                                                                   | فيديريكو مورلاتشي · إيطاليا                                                         |
| 400 متر حرة S10               | إيان جاريد سيلفرمان · الولايات المتحدة                                   | بينوا هوت · كندا                                                                     | روبرت ويلبورن · بريطانيا العظمى                                                     |
| 400 متر حرة S11               | برادلي سنايدر · الولايات المتحدة                                         | إنحامد إنحامد · إسبانيا                                                              | بوزون يانغ · الصين                                                                  |
| 400 متر حرة S12               | سيرغي بونكو · روسيا                                                      | إنريكي فلوريانو · إسبانيا                                                            | سيرجي كليبرت · أوكرانيا                                                             |
| 400 متر حرة S13               | إيهار بوكي · بيلاروس                                                     | دانيلو تشوفاروف · أوكرانيا                                                           | ألكسندر غولينتوفسكي · روسيا                                                         |
| 50 متر ظهر S1                 | هينادي بويكو · أوكرانيا                                                  | خريستوس تامباكسيس · اليونان                                                          | أولكسندر غولوفكو · أوكرانيا                                                         |
| 50 متر ظهر S2                 | يانغ يانغ · الصين                                                        | أريستيديس ماكروديميتريس · اليونان                                                    | ديمتري كوكاريف · روسيا                                                              |
| 50 متر ظهر S3                 | مين بيونغ-إيون · كوريا الجنوبية                                          | دميترو فينوهراديتس · أوكرانيا                                                        | دو جيانبينغ · الصين                                                                 |
| 50 متر ظهر S4                 | خوان رييس · المكسيك                                                      | أليكسي ليجيخين · روسيا                                                               | غوستافو سانشيز مارتينيز · المكسيك                                                   |
| 50 متر ظهر S5                 | دانيال دياس · البرازيل                                                   | جون تشوان هي · الصين                                                                 | زولت فيريكزكي · المجر                                                               |
| 100 متر ظهر S6                | تشنغ تاو · الصين                                                         | جيا هونغ قوانغ · الصين                                                               | سيباستيان إيفانوف · ألمانيا                                                         |
| 100 متر ظهر S7                | جوناثان فوكس · بريطانيا العظمى                                           | يفيني بوهودايكو · أوكرانيا                                                           | سبانيا ميهوفيل · كرواتيا                                                            |
| 100 متر ظهر S8                | كونستانتين ليسينكوف · روسيا                                              | دينيس تاراسوف · روسيا                                                                | أوليفر هايند · بريطانيا العظمى                                                      |
| 100 متر ظهر S9                | ماثيو كاودري · أستراليا                                                  | جيمس كريسب · بريطانيا العظمى                                                         | شياو بينغ ليو · الصين                                                               |
| 100 متر ظهر S10               | جاستن زوك · الولايات المتحدة                                             | أندريه برازيل · البرازيل                                                             | بينوا هوت · كندا                                                                    |
| 100 متر ظهر S11               | دميترو زاليفسكي · أوكرانيا                                               | بوزون يانغ · الصين                                                                   | فيكتور سميرنوف · أوكرانيا                                                           |
| 100 متر ظهر S12               | ألكسندر نيفولين-سفيتوف · روسيا                                           | تاكر دوبري · الولايات المتحدة                                                        | سيرجي كليبرت · أوكرانيا                                                             |
| 100 متر ظهر S13               | إيهار بوكي · بيلاروس                                                     | تشارل باور · جنوب إفريقيا                                                            | خارالامبوس تايغانيديس · اليونان                                                     |
| 100 متر ظهر S14               | مارك إيفرز · هولندا                                                      | آرون موريس · بريطانيا العظمى                                                         | كاي لون أو · هونغ كونغ                                                              |
| 50 متر صدر SB2                | دو جيانبينغ · الصين                                                      | أرنولفو كاستورينا · المكسيك                                                          | دميترو فينوهراديتس · أوكرانيا                                                       |
| 50 متر صدر SB3                | مايكل شونماكر · هولندا                                                   | ميغيل لوكي · إسبانيا                                                                 | تاكايوكي سوزوكي · اليابان                                                           |
| 100 متر صدر SB4               | دانيال دياس · البرازيل                                                   | مويسيس فوينتيس غارسيا · كولومبيا                                                     | ريكاردو تين · إسبانيا                                                               |
| 100 متر صدر SB5               | وو-غيون ليم · كوريا الجنوبية                                             | نيلز غروننبرغ · ألمانيا                                                              | بيدرو رانخيل · المكسيك                                                              |
| 100 متر صدر SB6               | يفيني بوهودايكو · أوكرانيا                                               | توربن شميتكه · ألمانيا                                                               | كريستوف بوركارد · ألمانيا                                                           |
| 100 متر صدر SB7               | بليك كوكران · أستراليا                                                   | توموتارو ناكامورا · اليابان                                                          | مات ليفي · أستراليا                                                                 |
| 100 متر صدر SB8               | أندري كالينا · أوكرانيا                                                  | ماثيو كاودري · أستراليا                                                              | موريس ديلين · هولندا                                                                |
| 100 متر صدر SB9               | بافل بولتافتسيف · روسيا                                                  | كيفن بول · جنوب إفريقيا                                                              | لين فورونغ · الصين                                                                  |
| 100 متر صدر SB11              | بوزون يانغ · الصين                                                       | كييتشي كيمورا · اليابان                                                              | أولكسندر ماشينكو · أوكرانيا                                                         |
| 100 متر صدر SB12              | ميخائيل زيمين · روسيا                                                    | أولادزيمير إيزوتاو · بيلاروس                                                         | ماكسيم فيراكسا · أوكرانيا                                                           |
| 100 متر صدر SB13              | أوليكسي فيدينا · أوكرانيا                                                | دانيال شارب · نيوزيلندا                                                              | رومان دوبوفوي · روسيا                                                               |
| 100 متر صدر SB14              | ياسوهيرو تاناكا · اليابان                                                | أرتيم بافلينكو · روسيا                                                               | مارك إيفرز · هولندا                                                                 |
| 50 متر فراشة S5               | دانيال دياس · البرازيل                                                   | روي بيركنز · الولايات المتحدة                                                        | جون تشوان هي · الصين                                                                |
| 50 متر فراشة S6               | شو تشينغ · الصين                                                         | تشنغ تاو · الصين                                                                     | كيوسوكي أوياما · اليابان                                                            |
| 50 متر فراشة S7               | شيون بان · الصين                                                         | يفيني بوهودايكو · أوكرانيا                                                           | جينغانغ وانغ · الصين                                                                |
| 100 متر فراشة S8              | شارل روزوي · فرنسا                                                       | يان بينغ وي · الصين                                                                  | ماو دانغ سونغ · الصين                                                               |
| 100 متر فراشة S9              | تاماس سورس · المجر                                                       | ماثيو كاودري · أستراليا                                                              | فيديريكو مورلاتشي · إيطاليا                                                         |
| 100 متر فراشة S10             | أندريه برازيل · البرازيل                                                 | دميتري غريغورييف · روسيا                                                             | أشمت حسيم · جنوب إفريقيا                                                            |
| 100 متر فراشة S11             | فيكتور سميرنوف · أوكرانيا                                                | إنحامد إنحامد · إسبانيا                                                              | كييتشي كيمورا · اليابان                                                             |
| 100 متر فراشة S12             | رومان ماكاروف · روسيا                                                    | سيرغي بونكو · روسيا                                                                  | جيمس كليغ · بريطانيا العظمى                                                         |
| 100 متر فراشة S13             | إيهار بوكي · بيلاروس                                                     | رومان دوبوفوي · روسيا                                                                | تيم أنتلفي · أستراليا                                                               |
| 150 متر فردي متنوع SM3        | دو جيانبينغ · الصين                                                      | دميترو فينوهراديتس · أوكرانيا                                                        | هان هوا لي · الصين                                                                  |
| 150 متر فردي متنوع SM4        | كاميرون ليزلي · نيوزيلندا                                                | غوستافو سانشيز مارتينيز · المكسيك                                                    | تاكايوكي سوزوكي · اليابان                                                           |
| 200 متر فردي متنوع SM6        | شو تشينغ · الصين                                                         | ساشا كيندريد · بريطانيا العظمى                                                       | تشنغ تاو · الصين                                                                    |
| 200 متر فردي متنوع SM7        | يفيني بوهودايكو · أوكرانيا                                               | رودي غارسيا-تولسون · الولايات المتحدة                                                | مات ليفي · أستراليا                                                                 |
| 200 متر فردي متنوع SM8        | أوليفر هايند · بريطانيا العظمى                                           | جيا تشاو وانغ · الصين                                                                | موريس ديلين · هولندا                                                                |
| 200 متر فردي متنوع SM9        | ماثيو كاودري · أستراليا                                                  | أندري كالينا · أوكرانيا                                                              | فيديريكو مورلاتشي · إيطاليا                                                         |
| 200 متر فردي متنوع SM10       | بينوا هوت · كندا                                                         | أندريه برازيل · البرازيل                                                             | ريك بندلتون · أستراليا                                                              |
| 200 متر فردي متنوع SM11       | يانغ بوزون · الصين                                                       | فيكتور سميرنوف · أوكرانيا                                                            | أولكسندر ماشينكو · أوكرانيا                                                         |
| 200 متر فردي متنوع SM12       | ماكسيم فيراكسا · أوكرانيا                                                | ألكسندر نيفولين-سفيتوف · روسيا                                                       | سيرغي بونكو · روسيا                                                                 |
| 200 متر فردي متنوع SM13       | إيهار بوكي · بيلاروس                                                     | رومان دوبوفوي · روسيا                                                                | دانيلو تشوفاروف · أوكرانيا                                                          |
| 4×100 متر حرة تتابع 34 نقطة   | أستراليا (AUS) · أندرو باسترفيلد · مات ليفي · بليك كوكران · ماثيو كاودري | الصين (CHN) · ماو دانغ سونغ · جيا تشاو وانغ · لين فورونغ · ينان وانغ                 | روسيا (RUS) · كونستانتين ليسينكوف · يفغيني زيمين · دينيس تاراسوف · دميتري غريغورييف |
| 4×100 متر متنوع تتابع 34 نقطة | الصين (CHN) · شياو بينغ ليو · لين فورونغ · يان بينغ وي · ينان وانغ       | روسيا (RUS) · كونستانتين ليسينكوف · بافل بولتافتسيف · إدوارد سامارين · دينيس تاراسوف | أستراليا (AUS) · مايكل أندرسون · ماثيو كاودري · بريندن هول · مات ليفي               |

### منافسات السيدات
| Event                                          | الذهبية                                                            | الفضية                                                                  | البرونزية                                                              |
| ---------------------------------------------- | ------------------------------------------------------------------ | ----------------------------------------------------------------------- | ---------------------------------------------------------------------- |
| 50 متر حرة S3                                  | جيانغ بو شيا · الصين                                               | أولغا سفيدرسكا · أوكرانيا                                               | باتريسيا فالي · المكسيك                                                |
| 50 متر حرة S5                                  | ناتاليا برولوهييفا · أوكرانيا                                      | تيريزا بيراليس · إسبانيا                                                | إنبال بيزارو · إسرائيل                                                 |
| 50 متر حرة S6                                  | ميريام دي كونينغ-بيبر · هولندا                                     | فيكتوريا آرلين · الولايات المتحدة                                       | إليانور سيموندز · بريطانيا العظمى                                      |
| 50 متر حرة S7                                  | جاكلين فريني · أستراليا                                            | كورتني جوردان · الولايات المتحدة                                        | آني باليان · أوكرانيا                                                  |
| 50 متر حرة S8                                  | مالوري ويغمان · الولايات المتحدة                                   | ماديسون إليوت · أستراليا                                                | شنغنان جيانغ · الصين                                                   |
| 50 متر حرة S9                                  | بينغ لين · الصين                                                   | لويز واتكين · بريطانيا العظمى                                           | إيلي كول · أستراليا                                                    |
| 50 متر حرة S10                                 | سمر آشلي مورتيمر · كندا                                            | صوفي باسكوي · نيوزيلندا                                                 | إلودي لوراندي · فرنسا                                                  |
| 50 متر حرة S11                                 | سيسيليا كاميليني · إيطاليا                                         | غويزي لي · الصين                                                        | ماري فيشر · نيوزيلندا                                                  |
| 50 متر حرة S12                                 | أوكسانا سافتشينكو · روسيا                                          | ناتالي برونينا · أذربيجان                                               | داريا ستوكالوفا · روسيا                                                |
| 50 متر حرة S13                                 | كيلي بيتشيرر · الولايات المتحدة                                    | فاليري غراند ميزون · كندا                                               | برو وات · أستراليا                                                     |
| 100 متر حرة S3                                 | جيانغ بو شيا · الصين                                               | أولغا سفيدرسكا · أوكرانيا                                               | باتريسيا فالي · المكسيك                                                |
| 100 متر حرة S5                                 | تيريزا بيراليس · إسبانيا                                           | ناتاليا برولوهييفا · أوكرانيا                                           | إنبال بيزارو · إسرائيل                                                 |
| 100 متر حرة S6                                 | فيكتوريا آرلين · الولايات المتحدة                                  | إليانور سيموندز · بريطانيا العظمى                                       | تانيا غروبر · ألمانيا                                                  |
| 100 متر حرة S7                                 | جاكلين فريني · أستراليا                                            | كورتني جوردان · الولايات المتحدة                                        | سوزانا رودجرز · بريطانيا العظمى                                        |
| 100 متر حرة S8                                 | جيسيكا لونغ · الولايات المتحدة                                     | هيذر فريدريكسن · بريطانيا العظمى                                        | ماديسون إليوت · أستراليا                                               |
| 100 متر حرة S9                                 | إيلي كول · أستراليا                                                | ناتالي دو توا · جنوب إفريقيا                                            | ساراي غاسكون مورينو · إسبانيا                                          |
| 100 متر حرة S10                                | صوفي باسكوي · نيوزيلندا                                            | إلودي لوراندي · فرنسا                                                   | سمر آشلي مورتيمر · كندا                                                |
| 100 متر حرة S11                                | سيسيليا كاميليني · إيطاليا                                         | ماري فيشر · نيوزيلندا                                                   | غويزي لي · الصين                                                       |
| 100 متر حرة S12                                | أوكسانا سافتشينكو · روسيا                                          | ناتالي برونينا · أذربيجان                                               | داريا ستوكالوفا · روسيا                                                |
| 100 متر حرة S13                                | كيلي بيتشيرر · الولايات المتحدة                                    | فاليري غراند ميزون · كندا                                               | ريبيكا آن مايرز · الولايات المتحدة                                     |
| 200 متر حرة S5                                 | سارة لويز رونغ · النرويج                                           | تيريزا بيراليس · إسبانيا                                                | إنبال بيزارو · إسرائيل                                                 |
| 200 متر حرة S14                                | جيسيكا جين أبليغيت · بريطانيا العظمى                               | تايلور كوري · أستراليا                                                  | مارلو فان دير كولك · هولندا                                            |
| 400 متر حرة S6                                 | إليانور سيموندز · بريطانيا العظمى                                  | فيكتوريا آرلين · الولايات المتحدة                                       | لينغلينغ سونغ · الصين                                                  |
| 400 متر حرة S7                                 | جاكلين فريني · أستراليا                                            | كورتني جوردان · الولايات المتحدة                                        | سوزانا رودجرز · بريطانيا العظمى                                        |
| 400 متر حرة S8                                 | جيسيكا لونغ · الولايات المتحدة                                     | هيذر فريدريكسن · بريطانيا العظمى                                        | ماديسون إليوت · أستراليا                                               |
| 400 متر حرة S9                                 | ناتالي دو توا · جنوب إفريقيا                                       | ستيفاني ميلوارد · بريطانيا العظمى                                       | إيلي كول · أستراليا                                                    |
| 400 متر حرة S10                                | إلودي لوراندي · فرنسا                                              | أوريلي ريفارد · كندا                                                    | سوزان بيث سكوت · فرنسا                                                 |
| 400 متر حرة S11                                | دانييلا شولت · ألمانيا                                             | آمبر توماس · كندا                                                       | سيسيليا كاميليني · إيطاليا                                             |
| 400 متر حرة S12                                | أوكسانا سافتشينكو · روسيا                                          | هانا راسل · بريطانيا العظمى                                             | ديبورا فونت · إسبانيا                                                  |
| 50 متر ظهر S2                                  | يازو فنغ · الصين                                                   | غانا يليزافيتا · أوكرانيا                                               | إيرينا سوتسكا · أوكرانيا                                               |
| 50 متر ظهر S4                                  | ليزيت تونيسن · هولندا                                              | إيدينيا غارسيا · البرازيل                                               | خوان باي · الصين                                                       |
| 100 متر ظهر S6                                 | لو دونغ · الصين                                                    | نيري كيندريد · بريطانيا العظمى                                          | ميريام دي كونينغ-بيبر · هولندا                                         |
| 100 متر ظهر S7                                 | جاكلين فريني · أستراليا                                            | كيرستن برون · ألمانيا                                                   | كورتني جوردان · الولايات المتحدة                                       |
| 100 متر ظهر S8                                 | هيذر فريدريكسن · بريطانيا العظمى                                   | جيسيكا لونغ · الولايات المتحدة                                          | أوليسيا فلاديكينا · روسيا                                              |
| 100 متر ظهر S9                                 | إيلي كول · أستراليا                                                | ستيفاني ميلوارد · بريطانيا العظمى                                       | إليزابيث ستون · الولايات المتحدة                                       |
| 100 متر ظهر S10                                | سمر آشلي مورتيمر · كندا                                            | صوفي باسكوي · نيوزيلندا                                                 | شيرين سابيرو · جنوب إفريقيا                                            |
| 100 متر ظهر S11                                | رينا أكياما · اليابان                                              | ماري فيشر · نيوزيلندا                                                   | سيسيليا كاميليني · إيطاليا                                             |
| 100 متر ظهر S12                                | أوكسانا سافتشينكو · روسيا                                          | ناتالي برونينا · أذربيجان                                               | هانا راسل · بريطانيا العظمى                                            |
| 100 متر ظهر S14                                | بيثاني فيرث · جزيرة أيرلندا                                        | تايلور كوري · أستراليا                                                  | مارلو فان دير كولك · هولندا                                            |
| 100 متر صدر SB4                                | ناتاليا برولوهييفا · أوكرانيا                                      | سارة لويز رونغ · النرويج                                                | تيريزا بيراليس · إسبانيا                                               |
| 100 متر صدر SB5                                | كيرستن برون · ألمانيا                                              | لينغلينغ سونغ · الصين                                                   | نوغا نير-كيستلر · الولايات المتحدة                                     |
| 100 متر صدر SB6                                | فيكتوريا سافتسوفا · أوكرانيا                                       | شارلوت هينشو · بريطانيا العظمى                                          | إليزابيث جونسون · بريطانيا العظمى                                      |
| 100 متر صدر SB7                                | جيسيكا لونغ · الولايات المتحدة                                     | أوكسانا خرول · أوكرانيا                                                 | ليزا دن برابر · هولندا                                                 |
| 100 متر صدر SB8                                | أوليسيا فلاديكينا · روسيا                                          | كلير كاشمور · بريطانيا العظمى                                           | باولينا وزنياك · بولندا                                                |
| 100 متر صدر SB9                                | خريستينا يورتشينكو · أوكرانيا                                      | صوفي باسكوي · نيوزيلندا                                                 | هارييت لي · بريطانيا العظمى                                            |
| 100 متر صدر SB11                               | مايا رايشارد · السويد                                              | يانا بيريزنا · أوكرانيا                                                 | نادية بايز · الأرجنتين                                                 |
| 100 متر صدر SB12                               | ناتالي برونينا · أذربيجان                                          | كارولينا بيليندريتو · قبرص                                              | يارينا ماتلو · أوكرانيا                                                |
| 100 متر صدر SB13                               | برو وات · أستراليا                                                 | إيلينا كراوزو · ألمانيا                                                 | كيلي بيتشيرر · الولايات المتحدة                                        |
| 100 متر صدر SB14                               | ميشيل ألونسو موراليس · إسبانيا                                     | ماغدا توترز · هولندا                                                    | قالب:FlagIPCmedalist                                                   |
| 50 متر فراشة S5 قالب:Detailslink               | قالب:FlagIPCmedalist                                               | قالب:FlagIPCmedalist                                                    | قالب:FlagIPCmedalist                                                   |
| 50 متر فراشة S6 قالب:Detailslink               | قالب:FlagIPCmedalist                                               | قالب:FlagIPCmedalist                                                    | قالب:FlagIPCmedalist                                                   |
| 50 متر فراشة S7 قالب:Detailslink               | قالب:FlagIPCmedalist                                               | قالب:FlagIPCmedalist                                                    | قالب:FlagIPCmedalist                                                   |
| 100 متر فراشة S8 قالب:Detailslink              | قالب:FlagIPCmedalist                                               | قالب:FlagIPCmedalist                                                    | قالب:FlagIPCmedalist                                                   |
| 100 متر فراشة S9 قالب:Detailslink              | قالب:FlagIPCmedalist                                               | قالب:FlagIPCmedalist                                                    | قالب:FlagIPCmedalist                                                   |
| 100 متر فراشة S10 قالب:Detailslink             | قالب:FlagIPCmedalist                                               | قالب:FlagIPCmedalist                                                    | قالب:FlagIPCmedalist                                                   |
| 100 متر فراشة S12 قالب:Detailslink             | قالب:FlagIPCmedalist                                               | قالب:FlagIPCmedalist                                                    | قالب:FlagIPCmedalist                                                   |
| 200 متر فردي متنوع SM5 قالب:Detailslink        | قالب:FlagIPCmedalist                                               | قالب:FlagIPCmedalist                                                    | قالب:FlagIPCmedalist                                                   |
| 200 متر فردي متنوع SM6 قالب:Detailslink        | قالب:FlagIPCmedalist                                               | قالب:FlagIPCmedalist                                                    | قالب:FlagIPCmedalist                                                   |
| 200 متر فردي متنوع SM7 قالب:Detailslink        | قالب:FlagIPCmedalist                                               | قالب:FlagIPCmedalist                                                    | قالب:FlagIPCmedalist                                                   |
| 200 متر فردي متنوع SM8 قالب:Detailslink        | قالب:FlagIPCmedalist                                               | قالب:FlagIPCmedalist                                                    | قالب:FlagIPCmedalist                                                   |
| 200 متر فردي متنوع SM9 قالب:Detailslink        | قالب:FlagIPCmedalist                                               | قالب:FlagIPCmedalist                                                    | قالب:FlagIPCmedalist                                                   |
| 200 متر فردي متنوع SM10 قالب:Detailslink       | قالب:FlagIPCmedalist                                               | قالب:FlagIPCmedalist                                                    | قالب:FlagIPCmedalist                                                   |
| 200 متر فردي متنوع SM11 قالب:Detailslink       | قالب:FlagIPCmedalist                                               | قالب:FlagIPCmedalist                                                    | قالب:FlagIPCmedalist                                                   |
| 200 متر فردي متنوع SM12 قالب:Detailslink       | قالب:FlagIPCmedalist                                               | قالب:FlagIPCmedalist                                                    | قالب:FlagIPCmedalist                                                   |
| 200 متر فردي متنوع SM13 قالب:Detailslink       | قالب:FlagIPCmedalist                                               | قالب:FlagIPCmedalist                                                    | قالب:FlagIPCmedalist                                                   |
| 4×100 متر حرة تتابع 34 نقطة قالب:Detailslink   | قالب:FlagIPCteam إيلي كول ماديسون إليوت كاثرين داوني جاكلين فريني  | قالب:FlagIPCteam سوزان بيث سكوت فيكتوريا آرلين جيسيكا لونغ آنا إيمز     | قالب:FlagIPCteam ستيفاني ميلوارد كلير كاشمور سوزانا رودجرز لويز واتكين |
| 4×100 متر متنوع تتابع 34 نقطة قالب:Detailslink | قالب:FlagIPCteam إيلي كول كاثرين داوني أنابيل ويليامز جاكلين فريني | قالب:FlagIPCteam هيذر فريدريكسن كلير كاشمور ستيفاني ميلوارد لويز واتكين | قالب:FlagIPCteam سوزان بيث سكوت آنا جوهانس جيسيكا لونغ مالوري ويغمان   |

## كرة الطاولة

### منافسات الرجال
| فردي رجال - الفئة 1 قالب:Detailslink   | قالب:FlagIPCmedalist                                           | قالب:FlagIPCmedalist                                                    | قالب:FlagIPCmedalist                                                         |
| فردي رجال - الفئة 2 قالب:Detailslink   | قالب:FlagIPCmedalist                                           | قالب:FlagIPCmedalist                                                    | قالب:FlagIPCmedalist                                                         |
| فردي رجال - الفئة 3 قالب:Detailslink   | قالب:FlagIPCmedalist                                           | قالب:FlagIPCmedalist                                                    | قالب:FlagIPCmedalist                                                         |
| فردي رجال - الفئة 4 قالب:Detailslink   | قالب:FlagIPCmedalist                                           | قالب:FlagIPCmedalist                                                    | قالب:FlagIPCmedalist                                                         |
| فردي رجال - الفئة 5 قالب:Detailslink   | قالب:FlagIPCmedalist                                           | قالب:FlagIPCmedalist                                                    | قالب:FlagIPCmedalist                                                         |
| فردي رجال - الفئة 6 قالب:Detailslink   | قالب:FlagIPCmedalist                                           | قالب:FlagIPCmedalist                                                    | قالب:FlagIPCmedalist                                                         |
| فردي رجال - الفئة 7 قالب:Detailslink   | قالب:FlagIPCmedalist                                           | قالب:FlagIPCmedalist                                                    | قالب:FlagIPCmedalist                                                         |
| فردي رجال - الفئة 8 قالب:Detailslink   | قالب:FlagIPCmedalist                                           | قالب:FlagIPCmedalist                                                    | قالب:FlagIPCmedalist                                                         |
| فردي رجال - الفئة 9 قالب:Detailslink   | قالب:FlagIPCmedalist                                           | قالب:FlagIPCmedalist                                                    | قالب:FlagIPCmedalist                                                         |
| فردي رجال - الفئة 10 قالب:Detailslink  | قالب:FlagIPCmedalist                                           | قالب:FlagIPCmedalist                                                    | قالب:FlagIPCmedalist                                                         |
| فردي رجال - الفئة 11 قالب:Detailslink  | قالب:FlagIPCmedalist                                           | قالب:FlagIPCmedalist                                                    | قالب:FlagIPCmedalist                                                         |
| فرق رجال - الفئة 1–2 قالب:Detailslink  | قالب:FlagIPCteam يان ريابوش مارتن لودروفسكي راستيسلاف ريفوتسكي | قالب:FlagIPCteam فنسنت بوري فابيان لاميرولت ستيفان موليان               | قالب:FlagIPCteam كيم كونغ يونغ كيم مين-غيو كيم كيونغ موك لي تشانغ-هو         |
| فرق رجال - الفئة 3 قالب:Detailslink    | قالب:FlagIPCteam بان فنغ فنغ زهاو بينغ غاو يانمينغ             | قالب:FlagIPCteam توماس شميدبرغر يان غورتلر توماس بروخل هولغر نيكلس      | قالب:FlagIPCteam يان غيليم فلوريان ميريان جان-فيليب روبن                     |
| فرق رجال - الفئة 4–5 قالب:Detailslink  | قالب:FlagIPCteam كاو نينغ نينغ زانغ يان غو شينغيوان            | قالب:FlagIPCteam جونغ يون تشانغ كيم يونغ غون تشوي إيل سانغ كيم جونغ جيل | قالب:FlagIPCteam ماكسيم توماس غريغوري روزيك نيكولاس سافانت-إيرا إيمريك مارتن |
| فرق رجال - الفئة 6–8 قالب:Detailslink  | قالب:FlagIPCteam بيوتر غرودزين مارسين سكرينتسكي                | قالب:FlagIPCteam ألفارو فاليرا جوردي موراليس                            | قالب:FlagIPCteam روس ويلسون ويل بايلي آرون ماكيبين                           |
| فرق رجال - الفئة 9–10 قالب:Detailslink | قالب:FlagIPCteam ما لين جي يانغ                                | قالب:FlagIPCteam باتريك خوينوفسكي سباستيان بوفرونياك                    | قالب:FlagIPCteam خورخي كاردونا خوسيه مانويل رويز رييس                        |

### منافسات السيدات
| فردي سيدات - الفئة 1-2 قالب:Detailslink | قالب:FlagIPCmedalist                                   | قالب:FlagIPCmedalist                                     | قالب:FlagIPCmedalist                                                            |
| فردي سيدات - الفئة 3 قالب:Detailslink   | قالب:FlagIPCmedalist                                   | قالب:FlagIPCmedalist                                     | قالب:FlagIPCmedalist                                                            |
| فردي سيدات - الفئة 4 قالب:Detailslink   | قالب:FlagIPCmedalist                                   | قالب:FlagIPCmedalist                                     | قالب:FlagIPCmedalist                                                            |
| فردي سيدات - الفئة 5 قالب:Detailslink   | قالب:FlagIPCmedalist                                   | قالب:FlagIPCmedalist                                     | قالب:FlagIPCmedalist                                                            |
| فردي سيدات - الفئة 6 قالب:Detailslink   | قالب:FlagIPCmedalist                                   | قالب:FlagIPCmedalist                                     | قالب:FlagIPCmedalist                                                            |
| فردي سيدات - الفئة 7 قالب:Detailslink   | قالب:FlagIPCmedalist                                   | قالب:FlagIPCmedalist                                     | قالب:FlagIPCmedalist                                                            |
| فردي سيدات - الفئة 8 قالب:Detailslink   | قالب:FlagIPCmedalist                                   | قالب:FlagIPCmedalist                                     | قالب:FlagIPCmedalist                                                            |
| فردي سيدات - الفئة 9 قالب:Detailslink   | قالب:FlagIPCmedalist                                   | قالب:FlagIPCmedalist                                     | قالب:FlagIPCmedalist                                                            |
| فردي سيدات - الفئة 10 قالب:Detailslink  | قالب:FlagIPCmedalist                                   | قالب:FlagIPCmedalist                                     | قالب:FlagIPCmedalist                                                            |
| فردي سيدات - الفئة 11 قالب:Detailslink  | قالب:FlagIPCmedalist                                   | قالب:FlagIPCmedalist                                     | قالب:FlagIPCmedalist                                                            |
| فرق سيدات - الفئة 1–3 قالب:Detailslink  | قالب:FlagIPCteam ليو جينغ لي تشيان                     | قالب:FlagIPCteam تشو كيونغ هي تشوي هيون جا جونغ سانغ سوك | قالب:FlagIPCteam جين كامبل سارة هيد                                             |
| فرق سيدات - الفئة 4–5 قالب:Detailslink  | قالب:FlagIPCteam غو غاي زهانغ بيان زهانغ مياو تشو يينغ | قالب:FlagIPCteam آنا-كارين ألكويست إنجيلا لوندباك        | قالب:FlagIPCteam جونغ جي نام جونغ يونغ-آ مون سونغ هي                            |
| فرق سيدات - الفئة 6–10 قالب:Detailslink | قالب:FlagIPCteam فان لي لي لينا ليو ميلي يانغ تشيان    | قالب:FlagIPCteam أومران إرتيس نسليهان كافاس كوبرا أوكسوي | قالب:FlagIPCteam أليسيا أيغنر مالغورزاتا يانكوفسكا ناتاليا بارتيكا كارولينا بيك |

## الكرة الطائرة
| فريق الرجال  | قالب:FlagIPCteam عصمت غودينياك عدنان مانكو عدنان كيسمر عاصم ميديتش ميرزيت دوران نظام جانتشار جواد حمزيتش بنيس كادريتش صافيت أليباسيتش صباح الدين دلاليتش (القائد) إرمين يوسوفوفيتش المدرب: ميرزا هروستموفيتش | قالب:FlagIPCteam مجيد لشغريسانمي رضا بيدايش داود عليبوريان أحمد عيري ناصر حسن بور علي نازاري صادق بيكدلي جليل عيمري (القائد) سيد سعيد إبراهيمي بالاديزي عيسى زيراهي رمضان صالحي حاجي كولائي محمد خالقي المدرب: هادي رضائي كركاني | قالب:FlagIPCteam ألكسندر شيفر توماس رينغر ستيفان هينلاين سباستيان تشباكوفسكي هايكو فيزنتال بيتر شلورف يورغن شراب (القائد) كريستوف هيرتسوغ بارباروس ساييلر توربن شيف المدرب: رودولف سونينبيخلر                           |
| فريق السيدات | قالب:FlagIPCteam تانغ شيويه مي لو هونغ تشين (القائدة) تان يانهوا سو لي مي تشنغ شيونغ ينغ وانغ يانان لي ليبينغ تشانغ شو في يانغ يان لينغ تشانغ ليجون شنغ يو هونغ المدرب: تشانغ جون                            | قالب:FlagIPCteam لورا ويبستر بريندا مايمون ميشيل جيرلوسكي كاثرين هولواي هيذر إريكسون مونيك بوركلاند كاري ميلر أليسون ألدريتش نيكول ميلادج كاليو كاناهيلي كندرا لانكستر (القائدة) المدرب: ويليام هامتر                            | قالب:FlagIPCteam مارغاريتا بريفاليخينا أنزيليكا تشوركينا (القائدة) لاريسا سينشوك غالينا كوزنتسوفا أولينا مانانكوفا إيلونا يودينا لاريسا كلوشكوفا أولغا شاتيلو لاريسا بونومارينكو فالنتينا بريك المدرب: فيكتور تيموشينكو |

## كرة السلة على الكراسي المتحركة
| رجال قالب:Detailslink  | قالب:FlagIPCteam ديف دوريبوس إيفون رويلارد بو هيدجز ريتشارد بيتر جوي جونسون آدم لانسيا عبدي ديني تشاد جاسمان باتريك أندرسون براندون واغنر تايلر ميلر ديفيد إنغ (القائد) المدرب: جيري تونيلو               | قالب:FlagIPCteam جاستن إيفسون بيل لاثام بريت ستيبنرز شون نوريس مايكل هارتنيت تريستان نولز يانيك بلير تايج سيمونز غرانت ميزنز ديلان ألكوت نيك تايلور براد نيس (القائد) المدرب: بن إتريدج    | قالب:FlagIPCteam إريك باربر جوزيف تشامبرز جيريمي ليد جوشوا توريك تريفون جينيفر ويليام والر (القائد) مات سكوت ستيفن سيريو جيسون نيلمز إيان لينش بول شولت نيت هينز المدرب: جيم غلاتش                                             |
| سيدات قالب:Detailslink | قالب:FlagIPCteam مريكي أديرمان يوهانا ويلين بريت ديلمان إدينا مولر أنيكا زين ماريا كوهن جيشي شونمان مايا ليندهولم أنابيل بروير أنيغريت بريسمان مارينا مونين (القائدة) هايكه فريدريش المدرب: هولغر غلينيكي | قالب:FlagIPCteam سارة فينشي كوبي كريسبين بريدي كين (القائدة) أماندا كارتر تينا ماكنزي لين ديل توسو كلير نوت كايلي غاوتشي شيلي تشابلن سارة ستيوارت كاتي هيل أمبر ميريت المدرب: جون تريسكاري | قالب:FlagIPCteam إنجي هويتزينغ لوسي هوين جيتسكه فيسر روز أوستربان ساني تيمرمان بترا غارنييه ميراندا ويفرز شير كورفر (القائدة) ساسكيا برونك باربرا فان بيرغن كارولينا دي روي-فيرسلوت ماريسكا باير المدرب: غيرتيان فان دير ليندن |

## ركبي الكراسي المتحركة
| فريق مختلط | قالب:FlagIPCteam بن نيوتن ناظم إردم رايلي بات جوش هوز جيسون ليز كودي ميكين غريغ سميث كريس بوند ريان سكوت (القائد) كاميرون كار أندرو هاريسون المدرب: براد دوبيرلي | قالب:FlagIPCteam جيسون كرون باتريس داجينايس غاريت هيكلينغ إيان تشان مايك وايتهيد تريفور هيرشفيلد فابيان لافوا ترافيس موراو جاريد فونك ديفيد ويلسي (القائد) باتريس سيمارد زاك ماديل المدرب: كيفن أور | قالب:FlagIPCteam تشانس سمنر سيث ماكبرايد آدم سكاتورو تشاك أوكي جيسون ريجيير سكوت هوغسيت نيك سبرينغر ويل غرولكس (القائد) آندي كون تشاد كون ديريك هيلتون جو ديلاغراف المدرب: جيمس غومبرت |

## مبارزة الكراسي المتحركة

### منافسات الرجال
| سيف المبارزة رجال A قالب:Detailslink | قالب:FlagIPCmedalist                           | قالب:FlagIPCmedalist                                         | قالب:FlagIPCmedalist                                          |
| سيف المبارزة رجال B قالب:Detailslink | قالب:FlagIPCmedalist                           | قالب:FlagIPCmedalist                                         | قالب:FlagIPCmedalist                                          |
| سيف الشيش رجال A قالب:Detailslink    | قالب:FlagIPCmedalist                           | قالب:FlagIPCmedalist                                         | قالب:FlagIPCmedalist                                          |
| سيف الشيش رجال B قالب:Detailslink    | قالب:FlagIPCmedalist                           | قالب:FlagIPCmedalist                                         | قالب:FlagIPCmedalist                                          |
| السيف العربي رجال A قالب:Detailslink | قالب:FlagIPCmedalist                           | قالب:FlagIPCmedalist                                         | قالب:FlagIPCmedalist                                          |
| السيف العربي رجال B قالب:Detailslink | قالب:FlagIPCmedalist                           | قالب:FlagIPCmedalist                                         | قالب:FlagIPCmedalist                                          |
| فرق الرجال المفتوحة قالب:Detailslink | قالب:FlagIPCteam تشن يي جون يه روي هو داوليانغ | قالب:FlagIPCteam لودوفيك لوموان عليم لاتريش داميان توكاتليان | قالب:FlagIPCteam وونغ تانغ كات تشان وينغ كين تشونغ تينغ تشينغ |

### منافسات السيدات
| سيف المبارزة سيدات A قالب:Detailslink | قالب:FlagIPCmedalist                         | قالب:FlagIPCmedalist                                        | قالب:FlagIPCmedalist                                   |
| سيف المبارزة سيدات B قالب:Detailslink | قالب:FlagIPCmedalist                         | قالب:FlagIPCmedalist                                        | قالب:FlagIPCmedalist                                   |
| سيف الشيش سيدات A قالب:Detailslink    | قالب:FlagIPCmedalist                         | قالب:FlagIPCmedalist                                        | قالب:FlagIPCmedalist                                   |
| سيف الشيش سيدات B قالب:Detailslink    | قالب:FlagIPCmedalist                         | قالب:FlagIPCmedalist                                        | قالب:FlagIPCmedalist                                   |
| فرق السيدات المفتوحة قالب:Detailslink | قالب:FlagIPCteam رونغ جينغ ياو فانغ وو بايلي | قالب:FlagIPCteam فيرونيكا يوهاس جوجانا كراينياك جيونجي داني | قالب:FlagIPCteam فان بوي شان يو تشوي يي تشان يوي تشونغ |

## ركبي الكراسي المتحركة
| فريق مختلط | قالب:FlagIPCteam بن نيوتن ناظم إردم رايلي بات جوش هوز جيسون ليز كودي ميكين غريغ سميث كريس بوند ريان سكوت (القائد) كاميرون كار أندرو هاريسون المدرب: براد دوبيرلي | قالب:FlagIPCteam جيسون كرون باتريس داجينايس غاريت هيكلينغ إيان تشان مايك وايتهيد تريفور هيرشفيلد فابيان لافوا ترافيس موراو جاريد فونك ديفيد ويلسي (القائد) باتريس سيمارد زاك ماديل المدرب: كيفن أور | قالب:FlagIPCteam تشانس سمنر سيث ماكبرايد آدم سكاتورو تشاك أوكي جيسون ريجيير سكوت هوغسيت نيك سبرينغر ويل غرولكس (القائد) آندي كون تشاد كون ديريك هيلتون جو ديلاغراف المدرب: جيمس غومبرت |

## تنس الكراسي المتحركة
| فردي الرجال قالب:Detailslink  | قالب:FlagIPCmedalist                         | قالب:FlagIPCmedalist                          | قالب:FlagIPCmedalist                           |
| زوجي الرجال قالب:Detailslink  | قالب:FlagIPCteam ستيفان أولسون بيتر فيكستروم | قالب:FlagIPCteam فريدريك كاتانيو نيكولا بايفر | قالب:FlagIPCteam ستيفان هوديت ميكائيل جيريمياز |
| فردي السيدات قالب:Detailslink | قالب:FlagIPCmedalist                         | قالب:FlagIPCmedalist                          | قالب:FlagIPCmedalist                           |
| زوجي السيدات قالب:Detailslink | قالب:FlagIPCteam مارجولين بويس إستر فيرغير   | قالب:FlagIPCteam يسكي غريفون أنيك فان كوت     | قالب:FlagIPCteam لوسي شوكر جوردان وايلي        |
| فردي الكواد قالب:Detailslink  | قالب:FlagIPCmedalist                         | قالب:FlagIPCmedalist                          | قالب:FlagIPCmedalist                           |
| زوجي الكواد قالب:Detailslink  | قالب:FlagIPCteam نيكولاس تايلور ديفيد واغنر  | قالب:FlagIPCteam أندرو لابثورن بيتر نورفولك   | قالب:FlagIPCteam نوعام غيرشوني شراغا واينبرغ   |

## وصلات خارجية
- الموقع الرسمي
- الفائزون بالميداليات

قالب:Paralympic games medal winners
قالب:شريط بوابات